# Хоккейный клуб «Северсталь» в сезоне 2010/2011
 ХК «Северсталь» (Череповец) в сезоне 2010/11  — статистика выступлений и деятельность клуба в сезоне 2010/11.

## Итоги прошедшего сезона (2009/10)
По итогам сезона Северсталь заняла общее 16 место в КХЛ (10 место в Западной конференции КХЛ; 5 место в Дивизионе Тарасова), тем самым не пробилась в плей-офф «Кубка Гагарина».
По окончании сезона болельщики в ходе интернет-голосования выбрали лучшего игрока «Северстали» сезона 2009/10. Первое место занял Вадим Шипачёв, набравший 19,12 % голосов. Второе место болельщики присудили Растиславу Стане — 15,68 % голосов. Третье место — у Йозефа Страки — 14,35 % голосов.

## Тренерский штаб
- Дмитрий Квартальнов — Главный тренер.
- Александр Смирнов — Старший тренер.
- Андрей Карпин — Тренер.

## Трансферы

### Межсезонье
| Поз. | Игрок             | Прежний клуб       |
| ---- | ----------------- | ------------------ |
| В    | Сергей Борисов    | Амур               |
| З    | Тимми Петтерссон  | Юргорден           |
| Н    | Михаил Анисин     | Сибирь             |
| З    | Ондржей Немец     | Энергия            |
| Н    | Алексей Цветков   | ХК МВД             |
| Н    | Игорь Радулов     | Металлург Мг       |
| В    | Василий Кошечкин  | Металлург Мг       |
| Н    | Владимир Воробьёв | Салават Юлаев      |
| Н    | Станислав Жмакин  | Автомобилист       |
| Н    | Марат Фахрутдинов | Газовик            |
| Н    | Евгений Монс      | ХК Липецк          |
| З    | Кирилл Лямин      | Спартак            |
| Н    | Максим Грачёв     | Рочестер Американс |
| З    | Александр Будкин  | Динамо Мск         |

| Поз. | Игрок                | Новый клуб      |
| ---- | -------------------- | --------------- |
| З    | Михаил Куклев        | Крылья Советов  |
| Н    | Марек Заграпан       | Югра            |
| Н    | Андрей Смирнов       | Металлург Нк    |
| В    | Алексей Яхин         | Спартак         |
| З    | Юрий Александров     | Бостон Брюинз   |
| Н    | Виктор Тихонов       | Финикс Койотс   |
| Н    | Ладислав Надь        | ХК Попрад       |
| З    | Павел Канарский      | Крылья Советов  |
| Н    | Сергей Пискунов      | Амур            |
| Н    | Владислав Поперечный | Крылья Советов  |
| Н    | Максим Юшков         | Ермак           |
| З    | Петер Смрек          | свободный агент |

## Переходы. Сезон 2010—2011
| Поз. | Игрок             | Прежний клуб |
| ---- | ----------------- | ------------ |
| Н    | Мартин Цибак      | Спартак      |
| Н    | Юрий Трубачёв     | СКА          |
| З    | Денис Баев        | Трактор      |
| Н    | Михаил Жуков      | СКА          |
| Н    | Александр Рыбаков | Спартак      |

| Поз. | Игрок             | Новый клуб |
| ---- | ----------------- | ---------- |
| Н    | Олег Губин        | Спартак    |
| Н    | Михаил Жуков      | СКА        |
| З    | Александр Шинин   | Трактор    |
| Н    | Михаил Жуков      | Спартак    |
| З    | Александр Будкин  | Спартак    |
| Н    | Михаил Анисин     | Югра       |
| В    | Сергей Борисов    | Рубин      |
| Н    | Марат Фахрутдинов | Дизель     |
| Н    | Игорь Радулов     | Витязь     |

## Результаты драфта КХЛ
По результатам драфта КХЛ 2010 года, принадлежат права на хоккеистов:
- Максим Зверев — защитник (№ 34, 2 раунд) — Чикаго Янг Американз
- Адам Надь — вратарь (№ 56, 3 раунд) — ХК Дукла Тренчин
- Всеволод Кондрашов — вратарь (№ 85, 4 раунд) — Химик
- Кристиан Скалин — вратарь (№ 87, 4 раунд) — Трактор
- Владимир Никонов — защитник (№ 93, 4 раунд) — Химик
- Алексей Базанов — нападающий (№ 119, 5 раунд) — Химик
- Алексей Шамолин — нападающий (№ 144, 6 раунд) — Химик
- Матей Маховский — вратарь (№ 171, 7 раунд) — ХК Опава

## Хроника по месяцам

### Сентябрь
- 11.09.10 — Вадим Шипачёв провёл 100-й матч в Чемпионатах России[32].
- 11.09.10 — Йозеф Страка сделал 300-ю передачу в профессиональной карьере[33].
- 15.09.10 — Максим Чудинов провёл 100-й матч в Чемпионатах России[34].
- 15.09.10 — Йозеф Страка забросил 50-ю шайбу в составе «Северстали»[35].
- 26.09.10 — Сергей Соин сделал 100-ю передачу в профессиональной карьере[36].
- 26.09.10 — Ондржей Немец забросил 50-ю шайбу в профессиональной карьере[37].

### Октябрь
- 02.10.10 — Михаил Анисин был признан лучшим игроком «Северстали» в сентябре по итогам опроса болельщиков[38].
- 02.10.10 — Ондржей Немец сыграл 500-й матч в профессиональной карьере[39].
- 07.10.10 — Станислав Жмакин набрал 100-е очко в Чемпионатах России[40].
- 13.10.10 — Юрий Трубачёв сделал 100-ю передачу в составе «Северстали»[41].
- 20.10.10 — Владимир Воробьёв провёл 100-й матч в составе «Северстали»[42].
- 27.10.10 — Николай Бардин набрал 100-е очко в составе «Северстали»[43].
- 31.10.10 — Мартин Цибак сыграл 500-й матч в профессиональной карьере[44].

### Ноябрь
- 01.11.10 — Растислав Станя был признан лучшим игроком «Северстали» в октябре по итогам опроса болельщиков[45].
- 01.11.10 — Василий Кошечкин был вызван в состав сборной России для участия в «Кубке Карьяла»[46].
- 01.11.10 — Максим Чудинов, Вадим Шипачёв и Евгений Кетов были вызваны в состав второй сборной России для участия в «Европейском Кубке Вызова»[47].
- 03.11.10 — Ондржей Немец был вызван в состав сборной Чехии для участия в «Кубке Карьяла»[48].
- 15.11.10 — Василий Кошечкин был признан лучшим вратарём «Кубка Карьяла»[49].
- 15.11.10 — Максим Чудинов, Вадим Шипачёв, Евгений Кетов и Александр Рыбаков стали победителями «Европейского Кубка Вызова»[49].
- 21.11.10 — Сергей Соин сделал 100-ю передачу в Чемпионатах России[50].
- 23.11.10 — Растислав Станя сыграл 100-й матч в Чемпионатах России[51].
- 26.11.10 — Сергей Соин сыграл 300-й матч в составе «Северстали»[52].

### Декабрь
- 01.12.10 — Растислав Станя, Ондржей Немец и Тимми Петтерссон были вызваны в состав сборных Словакии, Чехии и Швеции соответственно, для участия в турнирах во время второй паузы в чемпионате КХЛ[53].
- 01.12.10 — Растислав Станя был признан лучшим игроком «Северстали» в ноябре по итогам опроса болельщиков[54].
- 01.12.10 — Кирилл Лямин сыграл 300-й матч в Чемпионатах России[55].
- 01.12.10 — Сергей Соин сыграл 500-й матч в профессиональной карьере[56].
- 06.12.10 — Василий Кошечкин был вызван в состав сборной России для участия в «Кубке Первого Канала»[57].
- 06.12.10 — Василий Кошечкин сыграл 250-й матч в Чемпионатах России[58].
- 06.12.10 — Андрей Шефер сделал 50-ю передачу в составе «Северстали»[58].
- 06.12.10 — Вадим Шипачёв сделал 50-ю передачу в составе «Северстали»[58].
- 08.12.10 — на 51-м году жизни скончался Председатель Координационного Совета ХК «Северсталь» Анатолий Кручинин[59].
- 08.12.10 — Ондржей Немец набрал 150-е очко в профессиональной карьере[60].
- 12.12.10 — Йозеф Страка сыграл 200-й матч в составе «Северстали»[61].
- 19.12.10 — Василий Кошечкин был признан лучшим вратарём «Кубка Первого Канала»[62].
- 25.12.10 — Сергей Соин сыграл 500-й матч в Чемпионатах России[63].

### Январь
- 02.01.11 — Василий Кошечкин был признан лучшим игроком «Северстали» в декабре по итогам опроса болельщиков[64].
- 12.01.11 — Андрей Шефер сыграл 500-й матч в профессиональной карьере[65].
- 18.01.11 — Михаил Ставровский был назначен новым председателем Координационного Совета ХК «Северсталь»[66].
- 18.01.11 — Анатолий Теницкий был освобождён от занимаемой им должности директора ХК «Северсталь». Новым директором клуба был назначен Николай Пятунин[67].
- 25.01.11 — Алексей Цветков сыграл 500-й матч в Чемпионатах России[68].
- 28.01.11 — Василий Кошечкин, Вадим Шипачёв и Юрий Трубачёв были включены в расширенный состав сборной России для участия в турнире «LG Шведские хоккейные игры»[69].
- 31.01.11 — Юрий Трубачёв набрал 200-е очко в составе «Северстали»[70].

### Февраль
- 02.02.11 — Ондржей Немец был вызван в состав сборной Чехии для участия в турнире «LG Шведские хоккейные игры»[71].
- 04.02.11 — Кирилл Лямин и Максим Чудинов были вызваны в состав второй сборной России для участия в «Европейском Кубке Вызова»[72].
- 04.02.11 — Йозеф Страка был признан лучшим игроком «Северстали» в январе по итогам опроса болельщиков[73].
- 09.02.11 — Мартин Цибак был вызван в состав сборной Словакии для участия в «Кубке Словакии — 2011»[74].
- 16.02.11 — Максим Трунёв сыграл 100-й матч в Чемпионатах России[75].
- 18.02.11 — Николай Бардин сделал 200-ю передачу в Чемпионатах России[76].
- 22.02.11 — Евгений Кетов был признан лучшим нападающим 21 недели регулярного чемпионата КХЛ[77].
- 26.02.11 — Александр Рыбаков сыграл 200-й матч в Чемпионатах России[78].

### Март
- 02.03.11 — Евгений Кетов был признан лучшим игроком «Северстали» в феврале по итогам опроса болельщиков[79].
- 03.03.11 — Николай Бардин сыграл 800-й матч в Чемпионатах России[80].
- 17.03.11 — Ондржей Немец и Йозеф Страка были вызваны в состав сборной Чехии для подготовки к Чемпионату мира[81].

### Апрель
- 04.04.11 — Василий Кошечкин был признан лучшим игроком «Северстали» в сезоне 2010/11 по итогам опроса болельщиков[82].
- 19.04.11 — Василий Кошечкин и Вадим Шипачёв были вызваны в состав сборной России для участия в «Чешских хоккейных играх»[83].
- 19.04.11 — Ондржей Немец был вызван в состав сборной Чехии для участия в «Чешских хоккейных играх»[26].

## Результаты матчей

### Межсезонье

#### Сбор в Финляндии
| 1 августа 2010 | Северсталь | 3 : 4 (1:1, 2:1, 0:2) | Гомель | Финляндия |

| Отчёт                                                                          | Отчёт                                     | Отчёт                                           | Отчёт | Отчёт |
| ------------------------------------------------------------------------------ | ----------------------------------------- | ----------------------------------------------- | ----- | ----- |
|                                                                                |                                           |                                                 |       |       |
|                                                                                | Станя / Борисов                           | Вратари                                         | --    |       |
|                                                                                | Голы:                                     |                                                 |       |       |
| Цветков (Шинин,Немец) 14' (мен.) Радулов (Монс,Шинин) 25' Жмакин (Шипачёв) 29' | 0 : 1 1 : 1 2 : 1 3 : 1 3 : 2 3 : 3 3 : 4 | Мусиенко 1' Усенко 39' Колосов 49' Скабелка 53' |       |       |
|                                                                                |                                           |                                                 |       |       |
|                                                                                |                                           |                                                 |       |       |
|                                                                                |                                           |                                                 |       |       |
|                                                                                |                                           |                                                 |       |       |
|                                                                                |                                           |                                                 |       |       |

#### Сбор в Швейцарии
| 14 августа 2010 | Северсталь | 4 : 0 (0:0, 4:0, 0:0) | Равенсбург Тауэрстарз | Швейцария |

| Отчёт                                                                            | Отчёт                   | Отчёт   | Отчёт | Отчёт |
| -------------------------------------------------------------------------------- | ----------------------- | ------- | ----- | ----- |
|                                                                                  |                         |         |       |       |
|                                                                                  | --                      | Вратари | --    |       |
|                                                                                  | Голы:                   |         |       |       |
| Соин (Губин,Жуков) 29' (бол.) Трунёв (Соин) 31' Страка 32' Трунёв (Земченко) 34' | 1 : 0 2 : 0 3 : 0 4 : 0 |         |       |       |
|                                                                                  |                         |         |       |       |
|                                                                                  |                         |         |       |       |
|                                                                                  |                         |         |       |       |
|                                                                                  |                         |         |       |       |
|                                                                                  |                         |         |       |       |

| 18 августа 2010 | Лугано | 5 : 0 (3:0, 1:0, 1:0) | Северсталь | Швейцария |

| Отчёт | Отчёт                         | Отчёт   | Отчёт | Отчёт |
| --- | ----------------------------- | ------- | ----- | ----- |
| |                               |         |       |       |
| | --                            | Вратари | --    |       |
| | Голы:                         |         |       |       |
| Мюррей (Бертаджа, Улмер) 15' Камбер (Нуммелин, Хелблинг) 16' Нуммелин (Хеннеси, Доменичелли) 19' Доменичелли (Хеннеси, Нуммелин) 28' Доменичелли (Хеннеси, Улмер) 43' | 1 : 0 2 : 0 3 : 0 4 : 0 5 : 0 |         |       |       |
| |                               |         |       |       |
| |                               |         |       |       |
| |                               |         |       |       |
| |                               |         |       |       |
| |                               |         |       |       |

| 19 августа 2010 | Лангнау Тайгерс | 1 : 3 (1:1, 0:0, 0:2) | Северсталь | Швейцария |

| Отчёт                          | Отчёт                   | Отчёт                                                                                      | Отчёт | Отчёт |
| ------------------------------ | ----------------------- | ------------------------------------------------------------------------------------------ | ----- | ----- |
|                                |                         |                                                                                            |       |       |
|                                | --                      | Вратари                                                                                    | --    |       |
|                                | Голы:                   |                                                                                            |       |       |
| Хельфенштайн (Мосер) 8' (бол.) | 1 : 0 1 : 1 1 : 2 1 : 3 | Бардин (Фахрутдинов) 13' (бол.) Губин (Жуков,Соин) 42' (бол.) Жмакин (Цветков,Радулов) 56' |       |       |
|                                |                         |                                                                                            |       |       |
|                                |                         |                                                                                            |       |       |
|                                |                         |                                                                                            |       |       |
|                                |                         |                                                                                            |       |       |
|                                |                         |                                                                                            |       |       |

| 20 августа 2010 | Рапперсвиль-Йона Лейкерс | 3 : 0 (1:0, 2:0, 0:0) | Северсталь | Швейцария |

| Отчёт                                                       | Отчёт             | Отчёт   | Отчёт | Отчёт |
| ----------------------------------------------------------- | ----------------- | ------- | ----- | ----- |
|                                                             |                   |         |       |       |
|                                                             | --                | Вратари | --    |       |
|                                                             | Голы:             |         |       |       |
| Пёк (Маурер) 3' Нордгрен (Пёк) 30' (бол.) Фридли (Гмюр) 35' | 1 : 0 2 : 0 3 : 0 |         |       |       |
|                                                             |                   |         |       |       |
|                                                             |                   |         |       |       |
|                                                             |                   |         |       |       |
|                                                             |                   |         |       |       |
|                                                             |                   |         |       |       |

#### Сбор в Одинцово
| 25 августа 2010 | Северсталь | 3 : 1 (1:1, 1:0, 1:0) | Витязь | Одинцово |

| Отчёт                                                           | Отчёт                   | Отчёт                           | Отчёт | Отчёт |
| --------------------------------------------------------------- | ----------------------- | ------------------------------- | ----- | ----- |
|                                                                 |                         |                                 |       |       |
|                                                                 | Кошечкин                | Вратари                         | --    |       |
|                                                                 | Голы:                   |                                 |       |       |
| Анисин 16' Киселевич (Анисин,Монс) 23' (бол.) Соин (Анисин) 48' | 0 : 1 1 : 1 2 : 1 3 : 1 | Белоконь (Романов, Зуборев) 12' |       |       |
|                                                                 |                         |                                 |       |       |
|                                                                 |                         |                                 |       |       |
|                                                                 |                         |                                 |       |       |
|                                                                 |                         |                                 |       |       |
|                                                                 |                         |                                 |       |       |

#### Мемориал П. И. Беляева
| 2 сентября 2010 | Северсталь | 3 : 5 (1:1, 1:0, 1:0) | Локомотив | Ледовый дворец (Череповец) |

| Отчёт                                                        | Отчёт                                           | Отчёт | Отчёт   | Отчёт                    |
| ------------------------------------------------------------ | ----------------------------------------------- | --- | ------- | ------------------------ |
|                                                              |                                                 | |         |                          |
|                                                              | Станя                                           | Вратари | Лазушин | Судьи: Ромасько Цыплаков |
|                                                              | Голы:                                           | |         | Судьи: Ромасько Цыплаков |
| Монс 1' Шипачёв (Цветков) 9' Петтерссон (Егоршев,Анисин) 30' | 1 : 0 1 : 1 2 : 1 2 : 2 2 : 3 2 : 4 3 : 4 3 : 5 | Чурилов (Кирюхин) 1' Рахунек 11' Вашичек (Гуськов,Демитра) 14' (бол.) Гуськов (Демитра) 16' (бол.) Гуськов (Демитра,Вашичек) 53' (бол.) |         | Судьи: Ромасько Цыплаков |
|                                                              |                                                 | |         | Судьи: Ромасько Цыплаков |
|                                                              |                                                 | |         | Судьи: Ромасько Цыплаков |
|                                                              |                                                 | |         | Судьи: Ромасько Цыплаков |
|                                                              |                                                 | |         | Судьи: Ромасько Цыплаков |
|                                                              |                                                 | |         |                          |

| 3 сентября 2010 | Северсталь | 4 : 3 (2:1, 1:1, 1:1) | Динамо Минск | Ледовый дворец (Череповец) |

| Отчёт                                                                                             | Отчёт                                     | Отчёт                                                                                       | Отчёт | Отчёт                   |
| ------------------------------------------------------------------------------------------------- | ----------------------------------------- | ------------------------------------------------------------------------------------------- | ----- | ----------------------- |
|                                                                                                   |                                           |                                                                                             |       |                         |
|                                                                                                   | Станя / Кошечкин                          | Вратари                                                                                     | Окса  | Судьи: Цыплаков Семёнов |
|                                                                                                   | Голы:                                     |                                                                                             |       | Судьи: Цыплаков Семёнов |
| Монс (Трунёв) 10' Немец (Жуков) 20' (бол.) Страка (Лямин,Шипачёв) 33' (бол.) Бардин (Чудинов) 57' | 0 : 1 1 : 1 2 : 1 2 : 2 3 : 2 3 : 3 4 : 3 | Пиккарайнен (Петрасек,Плэтт) 9' (бол.) Мелешко 23' Глазачев (Спиридонов,Штумпел) 54' (бол.) |       | Судьи: Цыплаков Семёнов |
|                                                                                                   |                                           |                                                                                             |       | Судьи: Цыплаков Семёнов |
|                                                                                                   |                                           |                                                                                             |       | Судьи: Цыплаков Семёнов |
|                                                                                                   |                                           |                                                                                             |       | Судьи: Цыплаков Семёнов |
|                                                                                                   |                                           |                                                                                             |       | Судьи: Цыплаков Семёнов |
|                                                                                                   |                                           |                                                                                             |       |                         |

| 4 сентября 2010 | Северсталь | 3 : 1 (0:0, 2:1, 1:0) | СКА | Ледовый дворец (Череповец) |

| Отчёт                                                                        | Отчёт                   | Отчёт                                   | Отчёт   | Отчёт                  |
| ---------------------------------------------------------------------------- | ----------------------- | --------------------------------------- | ------- | ---------------------- |
|                                                                              |                         |                                         |         |                        |
|                                                                              | Кошечкин                | Вратари                                 | Набоков | Судьи: Беляков Семёнов |
|                                                                              | Голы:                   |                                         |         | Судьи: Беляков Семёнов |
| Страка (Чудинов) 27' Монс (Трунёв,Немец) 36' Страка (Губин,Кетов) 47' (бол.) | 0 : 1 1 : 1 2 : 1 3 : 1 | Вейнхандль (Мортенссон,Панов) 25'(бол.) |         | Судьи: Беляков Семёнов |
|                                                                              |                         |                                         |         | Судьи: Беляков Семёнов |
|                                                                              |                         |                                         |         | Судьи: Беляков Семёнов |
|                                                                              |                         |                                         |         | Судьи: Беляков Семёнов |
|                                                                              |                         |                                         |         | Судьи: Беляков Семёнов |
|                                                                              |                         |                                         |         |                        |

Лучшим бомбардиром межсезонья стал Евгений Монс, набравший 5 (3+2) баллов за результативность

#### КХЛ 2010/2011
| 11 сентября 2010 | Барыс | 2 : 5 (2:1, 0:2, 0:2) | Северсталь | ДС Казахстан Зрителей: 4500 |

| Отчёт                                                            | Отчёт                                     | Отчёт | Отчёт    | Отчёт                 |
| ---------------------------------------------------------------- | ----------------------------------------- | --- | -------- | --------------------- |
|                                                                  |                                           | |          |                       |
|                                                                  | Гласс                                     | Вратари | Кошечкин | Судьи: Оленин Раводин |
|                                                                  | Голы:                                     | |          | Судьи: Оленин Раводин |
| Гаврилин (Жайлауов,Литвиненко) 5' Гаврилин (Даллман,Пушкарёв) 8' | 1 : 0 2 : 0 2 : 1 2 : 2 2 : 3 2 : 4 2 : 5 | Петтерссон (Соин) 13' (бол.) Чудинов (Кетов) 28' (бол.) Шипачёв (Анисин,Чудинов) 36' Страка (Кетов,Губин) 46'(бол.) Немец (Страка,Губин) 60' |          | Судьи: Оленин Раводин |
|                                                                  |                                           | |          | Судьи: Оленин Раводин |
|                                                                  |                                           | |          | Судьи: Оленин Раводин |
|                                                                  |                                           | |          | Судьи: Оленин Раводин |
| 66 мин                                                           | Штраф                                     | 20 мин |          | Судьи: Оленин Раводин |
|                                                                  |                                           | |          |                       |
|                                                                  | 39                                        | Броски | 32       |                       |

| 13 сентября 2010 | Авангард | 5 : 1 (1:0, 2:0, 2:1) | Северсталь | Арена Омск Зрителей: 7148 |

| Отчёт | Отчёт                               | Отчёт             | Отчёт    | Отчёт                   |
| --- | ----------------------------------- | ----------------- | -------- | ----------------------- |
| |                                     |                   |          |                         |
| | Рамо                                | Вратари           | Кошечкин | Судьи: Буланов Анисимов |
| | Голы:                               |                   |          | Судьи: Буланов Анисимов |
| Ягр (Червенка,Первышин) 13' Аверин (Мухачёв,Первушин) 28' (мен.) Ягр (Калюжный,Первышин) 37' (бол.) Аверин (Сёмин,Власенков) 53' Червенка (Куляш,Калюжный) 57' (бол.) | 1 : 0 2 : 0 3 : 0 3 : 1 4 : 1 5 : 1 | Анисин (Монс) 45' |          | Судьи: Буланов Анисимов |
| |                                     |                   |          | Судьи: Буланов Анисимов |
| |                                     |                   |          | Судьи: Буланов Анисимов |
| |                                     |                   |          | Судьи: Буланов Анисимов |
| 14 мин | Штраф                               | 14 мин            |          | Судьи: Буланов Анисимов |
| |                                     |                   |          |                         |
| | 41                                  | Броски            | 23       |                         |

| 15 сентября 2010 | Югра | 0 : 2 (0:1, 0:1, 0:0) | Северсталь | Арена-Югра Зрителей: 1350 |

| Отчёт | Отчёт       | Отчёт                                                 | Отчёт | Отчёт           |
| ----- | ----------- | ----------------------------------------------------- | ----- | --------------- |
|       |             |                                                       |       |                 |
|       | Бирюков     | Вратари                                               | Станя | Судья: Феофанов |
|       | Голы:       |                                                       |       | Судья: Феофанов |
|       | 0 : 1 0 : 2 | Шефер (Цветков,Воробьёв) 16' Страка (Губин,Кетов) 35' |       | Судья: Феофанов |
|       |             |                                                       |       | Судья: Феофанов |
|       |             |                                                       |       | Судья: Феофанов |
|       |             |                                                       |       | Судья: Феофанов |
| 4 мин | Штраф       | 24 мин                                                |       | Судья: Феофанов |
|       |             |                                                       |       |                 |
|       | 32          | Броски                                                | 17    |                 |

| 17 сентября 2010 | СКА | 0 : 3 (0:0, 0:3, 0:0) | Северсталь | Ледовый дворец (Санкт-Петербург) Зрителей: 8300 |

| Отчёт  | Отчёт             | Отчёт                                                                      | Отчёт    | Отчёт        |
| ------ | ----------------- | -------------------------------------------------------------------------- | -------- | ------------ |
|        |                   |                                                                            |          |              |
|        | Набоков           | Вратари                                                                    | Кошечкин | Судья: Гусев |
|        | Голы:             |                                                                            |          | Судья: Гусев |
|        | 0 : 1 0 : 2 0 : 3 | Шипачёв (Монс) 26' Чудинов (Шефер,Шипачёв) 33' Кетов (Киселевич,Шефер) 37' |          | Судья: Гусев |
|        |                   |                                                                            |          | Судья: Гусев |
|        |                   |                                                                            |          | Судья: Гусев |
|        |                   |                                                                            |          | Судья: Гусев |
| 24 мин | Штраф             | 18 мин                                                                     |          | Судья: Гусев |
|        |                   |                                                                            |          |              |
|        | 21                | Броски                                                                     | 20       |              |

| 21 сентября 2010 | Северсталь | 1 : 2 (0:1, 1:0, 0:1) | Торпедо | Ледовый дворец (Череповец) Зрителей: 4400 |

| Отчёт                                  | Отчёт             | Отчёт                                            | Отчёт   | Отчёт                 |
| -------------------------------------- | ----------------- | ------------------------------------------------ | ------- | --------------------- |
|                                        |                   |                                                  |         |                       |
|                                        | Кошечкин          | Вратари                                          | Брюклер | Судьи: Ромасько Белов |
|                                        | Голы:             |                                                  |         | Судьи: Ромасько Белов |
| Чудинов (Петтерссон,Страка) 34' (бол.) | 0 : 1 1 : 1 1 : 2 | Веске (Вышедкевич,Лингле) 8' Эллисон (Веске) 57' |         | Судьи: Ромасько Белов |
|                                        |                   |                                                  |         | Судьи: Ромасько Белов |
|                                        |                   |                                                  |         | Судьи: Ромасько Белов |
|                                        |                   |                                                  |         | Судьи: Ромасько Белов |
| 12 мин                                 | Штраф             | 14 мин                                           |         | Судьи: Ромасько Белов |
|                                        |                   |                                                  |         |                       |
|                                        | 32                | Броски                                           | 30      |                       |

| 23 сентября 2010 | Северсталь | 1 : 3 (0:0, 1:3, 0:0) | Атлант | Ледовый дворец (Череповец) Зрителей: 2900 |

| Отчёт                       | Отчёт                   | Отчёт                                                                                        | Отчёт  | Отчёт            |
| --------------------------- | ----------------------- | -------------------------------------------------------------------------------------------- | ------ | ---------------- |
|                             |                         |                                                                                              |        |                  |
|                             | Кошечкин                | Вратари                                                                                      | Коваль | Судья: Наливайко |
|                             | Голы:                   |                                                                                              |        | Судья: Наливайко |
| Анисин (Монс,Киселевич) 28' | 0 : 1 1 : 1 1 : 2 1 : 3 | Бурк (Хомицкий) 23' (бол.) Семёнов (Мозякин,Быков) 38' (бол.) Мозякин (Булис,Епанчинцев) 40' |        | Судья: Наливайко |
|                             |                         |                                                                                              |        | Судья: Наливайко |
|                             |                         |                                                                                              |        | Судья: Наливайко |
|                             |                         |                                                                                              |        | Судья: Наливайко |
| 14 мин                      | Штраф                   | 24 мин                                                                                       |        | Судья: Наливайко |
|                             |                         |                                                                                              |        |                  |
|                             | 33                      | Броски                                                                                       | 22     |                  |

| 26 сентября 2010 | Северсталь | 2 : 3 (2:0, 0:2, 0:1) | Локомотив | Ледовый дворец (Череповец) Зрителей: 3700 |

| Отчёт                                               | Отчёт                         | Отчёт                                                                                                 | Отчёт   | Отчёт                  |
| --------------------------------------------------- | ----------------------------- | --- | ------- | ---------------------- |
|                                                     |                               | |         |                        |
|                                                     | Кошечкин                      | Вратари                                                                                               | Лазушин | Судьи: Захаров Бирюков |
|                                                     | Голы:                         | |         | Судьи: Захаров Бирюков |
| Анисин (Соин) 7' (бол.) Немец (Цветков,Трубачёв) 7' | 1 : 0 2 : 0 2 : 1 2 : 2 2 : 3 | Калянин (Галимов,Чурилов) 22' Ткаченко (Чернквист,Руденко) 31' Руденко (Ткаченко,Аникеенко) 50'(бол.) |         | Судьи: Захаров Бирюков |
|                                                     |                               | |         | Судьи: Захаров Бирюков |
|                                                     |                               | |         | Судьи: Захаров Бирюков |
|                                                     |                               | |         | Судьи: Захаров Бирюков |
| 10 мин                                              | Штраф                         | 12 мин                                                                                                |         | Судьи: Захаров Бирюков |
|                                                     |                               | |         |                        |
|                                                     | 28                            | Броски                                                                                                | 32      |                        |

| 28 сентября 2010 | Северсталь | 3 : 2 (0:1, 2:0, 1:1) | Спартак | Ледовый дворец (Череповец) Зрителей: 3122 |

| Отчёт                                                                                             | Отчёт                         | Отчёт                                                      | Отчёт | Отчёт               |
| ------------------------------------------------------------------------------------------------- | ----------------------------- | ---------------------------------------------------------- | ----- | ------------------- |
|                                                                                                   |                               |                                                            |       |                     |
|                                                                                                   | Кошечкин                      | Вратари                                                    | Гашек | Судьи: Одиньш Щенёв |
|                                                                                                   | Голы:                         |                                                            |       | Судьи: Одиньш Щенёв |
| Кетов (Жмакин,Петтерссон) 24' Жмакин (Шипачёв,Чудинов) 26' (бол.) Жмакин (Петтерссон,Шипачёв) 55' | 0 : 1 1 : 1 2 : 1 3 : 1 3 : 2 | Радивоевич (Ружичка,Губин) 8' Фёдоров (Обшут,Суглобов) 58' |       | Судьи: Одиньш Щенёв |
|                                                                                                   |                               |                                                            |       | Судьи: Одиньш Щенёв |
|                                                                                                   |                               |                                                            |       | Судьи: Одиньш Щенёв |
|                                                                                                   |                               |                                                            |       | Судьи: Одиньш Щенёв |
| 6 мин                                                                                             | Штраф                         | 10 мин                                                     |       | Судьи: Одиньш Щенёв |
|                                                                                                   |                               |                                                            |       |                     |
|                                                                                                   | 21                            | Броски                                                     | 29    |                     |

| 30 сентября 2010 | Северсталь | 2 : 1 (1:0, 1:1, 0:0) | Торпедо | Ледовый дворец (Череповец) Зрителей: 2300 |

| Отчёт                                          | Отчёт             | Отчёт        | Отчёт   | Отчёт               |
| ---------------------------------------------- | ----------------- | ------------ | ------- | ------------------- |
|                                                |                   |              |         |                     |
|                                                | Станя             | Вратари      | Брюклер | Судьи: Семёнов Деев |
|                                                | Голы:             |              |         | Судьи: Семёнов Деев |
| Бардин (Трунёв) 7' Кетов (Чудинов,Шипачёв) 32' | 1 : 0 2 : 0 2 : 1 | Крикунов 39' |         | Судьи: Семёнов Деев |
|                                                |                   |              |         | Судьи: Семёнов Деев |
|                                                |                   |              |         | Судьи: Семёнов Деев |
|                                                |                   |              |         | Судьи: Семёнов Деев |
| 12 мин                                         | Штраф             | 10 мин       |         | Судьи: Семёнов Деев |
|                                                |                   |              |         |                     |
|                                                | 20                | Броски       | 38      |                     |

| 2 октября 2010 | Северсталь | 3 : 2 (0:1, 1:0, 2:1) | Витязь | Ледовый дворец (Череповец) Зрителей: 3256 |

| Отчёт                                                                           | Отчёт                         | Отчёт                                                      | Отчёт  | Отчёт               |
| ------------------------------------------------------------------------------- | ----------------------------- | ---------------------------------------------------------- | ------ | ------------------- |
|                                                                                 |                               |                                                            |        |                     |
|                                                                                 | Кошечкин                      | Вратари                                                    | Лаланд | Судья: Бутурлин-мл. |
|                                                                                 | Голы:                         |                                                            |        | Судья: Бутурлин-мл. |
| Чудинов (Трубачёв,Цветков) 34' (бол.) Соин (Бардин) 52' Киселевич (Цветков) 52' | 0 : 1 1 : 1 1 : 2 2 : 2 3 : 2 | Бойченко (Комаристый,Колесников) 12' Батыршин (Кознев) 51' |        | Судья: Бутурлин-мл. |
|                                                                                 |                               |                                                            |        | Судья: Бутурлин-мл. |
|                                                                                 |                               |                                                            |        | Судья: Бутурлин-мл. |
|                                                                                 |                               |                                                            |        | Судья: Бутурлин-мл. |
| 12 мин                                                                          | Штраф                         | 39 мин                                                     |        | Судья: Бутурлин-мл. |
|                                                                                 |                               |                                                            |        |                     |
|                                                                                 | 44                            | Броски                                                     | 23     |                     |

| 7 октября 2010 | Северсталь | 3 : 2 (1:1, 2:1, 0:0) | Атлант | Ледовый дворец (Череповец) Зрителей: 2800 |

| Отчёт                                                                         | Отчёт                         | Отчёт                             | Отчёт  | Отчёт                   |
| ----------------------------------------------------------------------------- | ----------------------------- | --------------------------------- | ------ | ----------------------- |
|                                                                               |                               |                                   |        |                         |
|                                                                               | Станя                         | Вратари                           | Коваль | Судьи: Буланов Феофанов |
|                                                                               | Голы:                         |                                   |        | Судьи: Буланов Феофанов |
| Чудинов (Жмакин) 12' (бол.) Радулов (Воробьёв) 24' Жмакин (Кетов,Шипачёв) 32' | 0 : 1 1 : 1 2 : 1 2 : 2 3 : 2 | Епанчинцев (Булис) 1' Мозякин 25' |        | Судьи: Буланов Феофанов |
|                                                                               |                               |                                   |        | Судьи: Буланов Феофанов |
|                                                                               |                               |                                   |        | Судьи: Буланов Феофанов |
|                                                                               |                               |                                   |        | Судьи: Буланов Феофанов |
| 12 мин                                                                        | Штраф                         | 20 мин                            |        | Судьи: Буланов Феофанов |
|                                                                               |                               |                                   |        |                         |
|                                                                               | 15                            | Броски                            | 28     |                         |

| 11 октября 2010 | Динамо Москва | 4 : 3 (ОТ) (0:0, 2:1, 1:2, 1:0) | Северсталь | МСА Лужники Зрителей: 5600 |

| Отчёт | Отчёт                                     | Отчёт                                                                  | Отчёт    | Отчёт          |
| --- | ----------------------------------------- | ---------------------------------------------------------------------- | -------- | -------------- |
| |                                           |                                                                        |          |                |
| | Волков                                    | Вратари                                                                | Кошечкин | Судья: Бондарь |
| | Голы:                                     |                                                                        |          | Судья: Бондарь |
| Добрышкин (Бабенко, Дерлюк) 31' (мен.) Дерлюк (Кокарев) 35' (бол.) Горовиков (Соловьёв,Граняк) 42' (бол.) Комаров (Горовиков,Граняк) 64' (бол.) | 0 : 1 1 : 1 2 : 1 3 : 1 3 : 2 3 : 3 4 : 3 | Цветков (Трубачёв) 22' (бол.) Трубачёв 43' (мен.) Лямин (Трубачёв) 57' |          | Судья: Бондарь |
| |                                           |                                                                        |          | Судья: Бондарь |
| |                                           |                                                                        |          | Судья: Бондарь |
| |                                           |                                                                        |          | Судья: Бондарь |
| 14 мин | Штраф                                     | 18 мин                                                                 |          | Судья: Бондарь |
| |                                           |                                                                        |          |                |
| | 41                                        | Броски                                                                 | 29       |                |

| 13 октября 2010 | Витязь | 0 : 4 (0:1, 0:1, 0:2) | Северсталь | ЛХЦ Витязь Зрителей: 2579 |

| Отчёт  | Отчёт                   | Отчёт | Отчёт | Отчёт         |
| ------ | ----------------------- | --- | ----- | ------------- |
|        |                         | |       |               |
|        | Лаланд                  | Вратари | Станя | Судья: Одиньш |
|        | Голы:                   | |       | Судья: Одиньш |
|        | 0 : 1 0 : 2 0 : 3 0 : 4 | Цветков (Трубачёв,Страка) 13' Страка (Трубачёв,Цветков) 33' Петтерссон (Кетов,Шипачёв) 45' (бол.) Жмакин (Шипачёв) 48' |       | Судья: Одиньш |
|        |                         | |       | Судья: Одиньш |
|        |                         | |       | Судья: Одиньш |
|        |                         | |       | Судья: Одиньш |
| 63 мин | Штраф                   | 10 мин |       | Судья: Одиньш |
|        |                         | |       |               |
|        | 25                      | Броски | 26    |               |

| 15 октября 2010 | Динамо Минск | 5 : 1 (2:0, 2:1, 1:0) | Северсталь | Минск-Арена Зрителей: 12 400 |

| Отчёт | Отчёт                               | Отчёт                           | Отчёт            | Отчёт           |
| --- | ----------------------------------- | ------------------------------- | ---------------- | --------------- |
| |                                     |                                 |                  |                 |
| | Мезин                               | Вратари                         | Кошечкин / Станя | Судья: Антропов |
| | Голы:                               |                                 |                  | Судья: Антропов |
| Стась (Мелешко,Демагин) 5' Плэтт (Петрасек, Антонов) 8' (бол.) Демагин 26' Кулаков (Мойжиш, Петрасек) 27' Михалёв (Плэтт,Кулаков) 55' | 1 : 0 2 : 0 3 : 0 4 : 0 4 : 1 5 : 1 | Страка (Петтерссон,Цветков) 37' |                  | Судья: Антропов |
| |                                     |                                 |                  | Судья: Антропов |
| |                                     |                                 |                  | Судья: Антропов |
| |                                     |                                 |                  | Судья: Антропов |
| 14 мин | Штраф                               | 14 мин                          |                  | Судья: Антропов |
| |                                     |                                 |                  |                 |
| | 21                                  | Броски                          | 28               |                 |

| 18 октября 2010 | Северсталь | 4 : 3 (2:0, 0:3, 2:0) | ЦСКА | Ледовый дворец (Череповец) Зрителей: 3500 |

| Отчёт | Отчёт                                     | Отчёт                                                                                                 | Отчёт    | Отчёт                    |
| --- | ----------------------------------------- | --- | -------- | ------------------------ |
| |                                           | |          |                          |
| | Станя                                     | Вратари                                                                                               | Валикетт | Судьи: Васильев Цыплаков |
| | Голы:                                     | |          | Судьи: Васильев Цыплаков |
| Жмакин (Киселевич,Шипачёв) 6' Монс (Цибак,Трунёв) 14' Бардин (Петтерссон,Шипачёв) 48' (бол.) Цибак (Соин,Петтерссон) 56' (бол.) | 1 : 0 2 : 0 2 : 1 2 : 2 2 : 3 3 : 3 4 : 3 | Козлов (Корнеев,Рылов) 29' (бол.) Рылов (Зубов,Козлов) 33' (бол.) Бадюков (Корнеев,Козлов) 40' (бол.) |          | Судьи: Васильев Цыплаков |
| |                                           | |          | Судьи: Васильев Цыплаков |
| |                                           | |          | Судьи: Васильев Цыплаков |
| |                                           | |          | Судьи: Васильев Цыплаков |
| 22 мин | Штраф                                     | 39 мин                                                                                                |          | Судьи: Васильев Цыплаков |
| |                                           | |          |                          |
| | 28                                        | Броски                                                                                                | 19       |                          |

| 20 октября 2010 | Северсталь | 4 : 2 (1:2, 1:0, 2:0) | Динамо Рига | Ледовый дворец (Череповец) Зрителей: 3000 |

| Отчёт | Отчёт                               | Отчёт                                                             | Отчёт | Отчёт                   |
| --- | ----------------------------------- | ----------------------------------------------------------------- | ----- | ----------------------- |
| |                                     |                                                                   |       |                         |
| | Станя                               | Вратари                                                           | Холт  | Судьи: Захаров Феофанов |
| | Голы:                               |                                                                   |       | Судьи: Захаров Феофанов |
| Страка (Шефер,Трубачёв) 1' Кетов (Шефер,Страка) 39' (мен.) Цибак (Цветков,Страка) 41' (бол.) Трубачёв (Страка,Чудинов) 60' | 1 : 0 1 : 1 1 : 2 2 : 2 3 : 2 4 : 2 | Микуш (Озолиньш,Цибульскис) 12' Дарзиньш (Троттер,Е. Редлихс) 15' |       | Судьи: Захаров Феофанов |
| |                                     |                                                                   |       | Судьи: Захаров Феофанов |
| |                                     |                                                                   |       | Судьи: Захаров Феофанов |
| |                                     |                                                                   |       | Судьи: Захаров Феофанов |
| 12 мин | Штраф                               | 14 мин                                                            |       | Судьи: Захаров Феофанов |
| |                                     |                                                                   |       |                         |
| | 42                                  | Броски                                                            | 28    |                         |

| 22 октября 2010 | Северсталь | 2 : 1 (ОТ) (0:0, 1:0, 0:1, 1:0) | Динамо Минск | Ледовый дворец (Череповец) Зрителей: 4123 |

| Отчёт                                                    | Отчёт             | Отчёт                             | Отчёт | Отчёт                  |
| -------------------------------------------------------- | ----------------- | --------------------------------- | ----- | ---------------------- |
|                                                          |                   |                                   |       |                        |
|                                                          | Кошечкин          | Вратари                           | Эш    | Судьи: Бирюков Сергеев |
|                                                          | Голы:             |                                   |       | Судьи: Бирюков Сергеев |
| Страка (Цветков) 28' (бол.) Цветков (Чудинов) 65' (бол.) | 1 : 0 1 : 1 2 : 1 | Демагин (Глазачев,Подхрадски) 60' |       | Судьи: Бирюков Сергеев |
|                                                          |                   |                                   |       | Судьи: Бирюков Сергеев |
|                                                          |                   |                                   |       | Судьи: Бирюков Сергеев |
|                                                          |                   |                                   |       | Судьи: Бирюков Сергеев |
| 8 мин                                                    | Штраф             | 14 мин                            |       | Судьи: Бирюков Сергеев |
|                                                          |                   |                                   |       |                        |
|                                                          | 33                | Броски                            | 36    |                        |

| 25 октября 2010 | Металлург Мг | 8 : 3 (1:1, 2:0, 5:2) | Северсталь | Арена-Металлург Зрителей: 6456 |

| Отчёт | Отчёт                                                             | Отчёт                                                                                           | Отчёт            | Отчёт          |
| --- | ----------------------------------------------------------------- | ----------------------------------------------------------------------------------------------- | ---------------- | -------------- |
| |                                                                   |                                                                                                 |                  |                |
| | Гелашвили                                                         | Вратари                                                                                         | Кошечкин / Станя | Судья: Гашилов |
| | Голы:                                                             |                                                                                                 |                  | Судья: Гашилов |
| Аалтонен (Хлыстов,Хабаров) 13' Кайгородов (Ролинек,Хабаров) 22' Кукконен (Аалтонен,Хабаров) 39' (бол.) Контиола 47' Нискала (Кайгородов,Ролинек) 54' Контиола (Хлыстов,Аалтонен) 54' Платонов (Кайгородов,Ролинек) 55' Бирюков (Кукконен) 59' | 1 : 0 1 : 1 2 : 1 3 : 1 3 : 2 4 : 2 4 : 3 5 : 3 6 : 3 7 : 3 8 : 3 | Немец (Лямин,Цветков) 17' (бол.) Кетов (Бардин,Шипачёв) 42' Немец (Цветков,Трубачёв) 50' (бол.) |                  | Судья: Гашилов |
| |                                                                   |                                                                                                 |                  | Судья: Гашилов |
| |                                                                   |                                                                                                 |                  | Судья: Гашилов |
| |                                                                   |                                                                                                 |                  | Судья: Гашилов |
| 14 мин | Штраф                                                             | 20 мин                                                                                          |                  | Судья: Гашилов |
| |                                                                   |                                                                                                 |                  |                |
| | 39                                                                | Броски                                                                                          | 27               |                |

| 27 октября 2010 | Салават Юлаев | 1 : 4 (0:2, 1:0, 0:2) | Северсталь | Уфа-Арена Зрителей: 7950 |

| Отчёт                               | Отчёт                         | Отчёт                                                                                      | Отчёт | Отчёт        |
| ----------------------------------- | ----------------------------- | ------------------------------------------------------------------------------------------ | ----- | ------------ |
|                                     |                               |                                                                                            |       |              |
|                                     | Колесник                      | Вратари                                                                                    | Станя | Судья: Белов |
|                                     | Голы:                         |                                                                                            |       | Судья: Белов |
| Торесен (Блатяк,Радулов) 38' (бол.) | 0 : 1 0 : 2 1 : 2 1 : 3 1 : 4 | Шефер (Цветков,Страка) 1' (бол.) Кетов (Шефер) 8' Шипачёв (Бардин) 42' (бол.) Воробьёв 60' |       | Судья: Белов |
|                                     |                               |                                                                                            |       | Судья: Белов |
|                                     |                               |                                                                                            |       | Судья: Белов |
|                                     |                               |                                                                                            |       | Судья: Белов |
| 12 мин                              | Штраф                         | 12 мин                                                                                     |       | Судья: Белов |
|                                     |                               |                                                                                            |       |              |
|                                     | 41                            | Броски                                                                                     | 24    |              |

| 29 октября 2010 | Трактор | 2 : 1 (ОТ) (0:1, 0:0, 1:0, 1:0) | Северсталь | Ледовая арена «Трактор» Зрителей: 7450 |

| Отчёт                                                                  | Отчёт             | Отчёт              | Отчёт | Отчёт                  |
| ---------------------------------------------------------------------- | ----------------- | ------------------ | ----- | ---------------------- |
|                                                                        |                   |                    |       |                        |
|                                                                        | Алистратов        | Вратари            | Станя | Судьи: Семёнов Киселёв |
|                                                                        | Голы:             |                    |       | Судьи: Семёнов Киселёв |
| Пестунов (Афанасенков,Жиру) 60' Жиру (Пестунов,Афанасенков) 65' (бол.) | 1 : 0 1 : 1 2 : 1 | Цибак (Егоршев) 7' |       | Судьи: Семёнов Киселёв |
|                                                                        |                   |                    |       | Судьи: Семёнов Киселёв |
|                                                                        |                   |                    |       | Судьи: Семёнов Киселёв |
|                                                                        |                   |                    |       | Судьи: Семёнов Киселёв |
| 12 мин                                                                 | Штраф             | 10 мин             |       | Судьи: Семёнов Киселёв |
|                                                                        |                   |                    |       |                        |
|                                                                        | 36                | Броски             | 16    |                        |

| 31 октября 2010 | Спартак | 3 : 1 (2:0, 1:1, 0:0) | Северсталь | Дворец спорта «Сокольники» Зрителей: 2300 |

| Отчёт                                                 | Отчёт                   | Отчёт                       | Отчёт    | Отчёт          |
| ----------------------------------------------------- | ----------------------- | --------------------------- | -------- | -------------- |
|                                                       |                         |                             |          |                |
|                                                       | Яхин                    | Вратари                     | Кошечкин | Судья: Комаров |
|                                                       | Голы:                   |                             |          | Судья: Комаров |
| Фёдоров (Ружичка,Баранка) 5' Пиганович 6' Ружичка 33' | 1 : 0 2 : 0 2 : 1 3 : 1 | Трубачёв (Страка,Шефер) 30' |          | Судья: Комаров |
|                                                       |                         |                             |          | Судья: Комаров |
|                                                       |                         |                             |          | Судья: Комаров |
|                                                       |                         |                             |          | Судья: Комаров |
| 10 мин                                                | Штраф                   | 4 мин                       |          | Судья: Комаров |
|                                                       |                         |                             |          |                |
|                                                       | 26                      | Броски                      | 28       |                |

| 2 ноября 2010 | Северсталь | 2 : 4 (1:2, 1:0, 0:2) | Амур | Ледовый дворец (Череповец) Зрителей: 3000 |

| Отчёт                                                    | Отчёт                               | Отчёт | Отчёт | Отчёт                 |
| -------------------------------------------------------- | ----------------------------------- | --- | ----- | --------------------- |
|                                                          |                                     | |       |                       |
|                                                          | Станя                               | Вратари | Дани  | Судьи: Белов Ромасько |
|                                                          | Голы:                               | |       | Судьи: Белов Ромасько |
| Цветков (Трубачёв) 1' Лямин (Чудинов,Шипачёв) 27' (бол.) | 1 : 0 1 : 1 1 : 2 2 : 2 2 : 3 2 : 4 | Нуртдинов (Игнатушкин, Крысанов) 30' Ципулис 12' Плеханов (Копейкин,Никулин) 54' (бол.) Игнатушкин (Нуртдинов,Крысанов) 55' |       | Судьи: Белов Ромасько |
|                                                          |                                     | |       | Судьи: Белов Ромасько |
|                                                          |                                     | |       | Судьи: Белов Ромасько |
|                                                          |                                     | |       | Судьи: Белов Ромасько |
| 14 мин                                                   | Штраф                               | 14 мин |       | Судьи: Белов Ромасько |
|                                                          |                                     | |       |                       |
|                                                          | 44                                  | Броски | 27    |                       |

| 4 ноября 2010 | Северсталь | 2 : 4 (0:1, 1:1, 1:2) | Сибирь | Ледовый дворец (Череповец) Зрителей: 4123 |

| Отчёт                                        | Отчёт                               | Отчёт | Отчёт | Отчёт                 |
| -------------------------------------------- | ----------------------------------- | --- | ----- | --------------------- |
|                                              |                                     | |       |                       |
|                                              | Станя                               | Вратари | Лив   | Судьи: Бондарь Гофман |
|                                              | Голы:                               | |       | Судьи: Бондарь Гофман |
| Кетов (Шипачёв) 26' Кетов (Лямин,Бардин) 50' | 0 : 1 0 : 2 1 : 2 2 : 2 2 : 3 2 : 4 | Черников (Петров,Кривоножкин) 7' Черников (Мирнов,Хейккинен) 22' (бол.) Хейккинен (Петров,Кривоножкин) 53'(бол.) Тарасенко (Энлунд) 53' |       | Судьи: Бондарь Гофман |
|                                              |                                     | |       | Судьи: Бондарь Гофман |
|                                              |                                     | |       | Судьи: Бондарь Гофман |
|                                              |                                     | |       | Судьи: Бондарь Гофман |
| 8 мин                                        | Штраф                               | 12 мин |       | Судьи: Бондарь Гофман |
|                                              |                                     | |       |                       |
|                                              | 38                                  | Броски | 28    |                       |

| 6 ноября 2010 | Северсталь | 4 : 2 (1:2, 2:0, 1:0) | Металлург Нк | Ледовый дворец (Череповец) Зрителей: 3400 |

| Отчёт                                                                                             | Отчёт                               | Отчёт                                               | Отчёт  | Отчёт                 |
| ------------------------------------------------------------------------------------------------- | ----------------------------------- | --------------------------------------------------- | ------ | --------------------- |
|                                                                                                   |                                     |                                                     |        |                       |
|                                                                                                   | Борисов                             | Вратари                                             | Вьюхин | Судьи: Черенков Щенёв |
|                                                                                                   | Голы:                               |                                                     |        | Судьи: Черенков Щенёв |
| Цибак (Трунёв,Жуков) 6' Бардин (Шипачёв) 34' (бол.) Немец (Цветков) 40' (мен.) Цибак (Трунёв) 51' | 1 : 0 1 : 1 1 : 2 2 : 2 3 : 2 4 : 2 | Зюзин (Швецов, Голубцов) 18' Косоуров (Головин) 18' |        | Судьи: Черенков Щенёв |
|                                                                                                   |                                     |                                                     |        | Судьи: Черенков Щенёв |
|                                                                                                   |                                     |                                                     |        | Судьи: Черенков Щенёв |
|                                                                                                   |                                     |                                                     |        | Судьи: Черенков Щенёв |
| 25 мин                                                                                            | Штраф                               | 45 мин                                              |        | Судьи: Черенков Щенёв |
|                                                                                                   |                                     |                                                     |        |                       |
|                                                                                                   | 37                                  | Броски                                              | 18     |                       |

| 13 ноября 2010 | Северсталь | 5 : 1 (3:0, 2:1) | Алмаз | Ледовый дворец (Череповец) |

| Отчёт                                 | Отчёт                               | Отчёт   | Отчёт            | Отчёт |
| ------------------------------------- | ----------------------------------- | ------- | ---------------- | ----- |
|                                       |                                     |         |                  |       |
|                                       | Смирягин / Станя                    | Вратари | Станя / Смирягин |       |
|                                       | Голы:                               |         |                  |       |
| Трубачёв Радулов Страка Грачёв Страка | 1 : 0 2 : 0 3 : 0 4 : 0 4 : 1 5 : 1 | Чванов  |                  |       |
|                                       |                                     |         |                  |       |
|                                       |                                     |         |                  |       |
|                                       |                                     |         |                  |       |
|                                       |                                     |         |                  |       |
|                                       |                                     |         |                  |       |

| 17 ноября 2010 | Автомобилист | 5 : 4 (ОТ) (0:0, 0:2, 4:2, 1:0) | Северсталь | КРК Уралец Зрителей: 4200 |

| Отчёт | Отчёт                                                 | Отчёт | Отчёт    | Отчёт                    |
| --- | ----------------------------------------------------- | --- | -------- | ------------------------ |
| |                                                       | |          |                          |
| | Франскевич                                            | Вратари | Кошечкин | Судьи: Наливайко Киселёв |
| | Голы:                                                 | |          | Судьи: Наливайко Киселёв |
| Ситников (Магогин,Соколов) 42' (бол.) Субботин (Бушуев,Никонцев) 51' (бол.) Серсен (Бушуев) 53' Бушуев (Крстев,Субботин) 57' Субботин (Соколов) 61' | 0 : 1 0 : 2 1 : 2 1 : 3 2 : 3 3 : 3 3 : 4 4 : 4 5 : 4 | Соин (Трунёв,Цибак) 26' Немец (Шефер,Трубачёв) 37' (бол.) Рыбаков (Страка) 47' Страка (Радулов,Рыбаков) 55' |          | Судьи: Наливайко Киселёв |
| |                                                       | |          | Судьи: Наливайко Киселёв |
| |                                                       | |          | Судьи: Наливайко Киселёв |
| |                                                       | |          | Судьи: Наливайко Киселёв |
| 12 мин | Штраф                                                 | 18 мин |          | Судьи: Наливайко Киселёв |
| |                                                       | |          |                          |
| | 36                                                    | Броски | 26       |                          |

| 19 ноября 2010 | Ак Барс | 3 : 2 (2:0, 1:0, 0:2) | Северсталь | Татнефть-Арена Зрителей: 3800 |

| Отчёт                                                                          | Отчёт                         | Отчёт                                            | Отчёт | Отчёт          |
| ------------------------------------------------------------------------------ | ----------------------------- | ------------------------------------------------ | ----- | -------------- |
|                                                                                |                               |                                                  |       |                |
|                                                                                | Веханен                       | Вратари                                          | Станя | Судья: Кулаков |
|                                                                                | Голы:                         |                                                  |       | Судья: Кулаков |
| Токранов (Лемтюгов,Обухов) 4' Капанен (Зарипов) 14' Емелин (Песонен,Хосса) 53' | 1 : 0 2 : 0 3 : 0 3 : 1 3 : 2 | Шипачёв (Егоршев) 49' Немец (Шипачёв) 54' (бол.) |       | Судья: Кулаков |
|                                                                                |                               |                                                  |       | Судья: Кулаков |
|                                                                                |                               |                                                  |       | Судья: Кулаков |
|                                                                                |                               |                                                  |       | Судья: Кулаков |
| 12 мин                                                                         | Штраф                         | 14 мин                                           |       | Судья: Кулаков |
|                                                                                |                               |                                                  |       |                |
|                                                                                | 28                            | Броски                                           | 27    |                |

| 21 ноября 2010 | Нефтехимик | 0 : 2 (0:1, 0:0, 0:1) | Северсталь | СКК Нефтехимик Зрителей: 4500 |

| Отчёт  | Отчёт       | Отчёт                                       | Отчёт | Отчёт                   |
| ------ | ----------- | ------------------------------------------- | ----- | ----------------------- |
|        |             |                                             |       |                         |
|        | Касутин     | Вратари                                     | Станя | Судьи: Анисимов Гашилов |
|        | Голы:       |                                             |       | Судьи: Анисимов Гашилов |
|        | 0 : 1 0 : 2 | Бардин (Кетов,Шипачёв) 2' Страка (Соин) 60' |       | Судьи: Анисимов Гашилов |
|        |             |                                             |       | Судьи: Анисимов Гашилов |
|        |             |                                             |       | Судьи: Анисимов Гашилов |
|        |             |                                             |       | Судьи: Анисимов Гашилов |
| 12 мин | Штраф       | 12 мин                                      |       | Судьи: Анисимов Гашилов |
|        |             |                                             |       |                         |
|        | 20          | Броски                                      | 22    |                         |

| 23 ноября 2010 | Локомотив | 1 : 0 (0:0, 1:0, 0:0) | Северсталь | Арена 2000 Зрителей: 8950 |

| Отчёт                                | Отчёт  | Отчёт   | Отчёт | Отчёт                 |
| ------------------------------------ | ------ | ------- | ----- | --------------------- |
|                                      |        |         |       |                       |
|                                      | Кочнев | Вратари | Станя | Судьи: Буланов Гофман |
|                                      | Голы:  |         |       | Судьи: Буланов Гофман |
| Кирюхин (Гуськов,Лехтеря) 27' (мен.) | 1 : 0  |         |       | Судьи: Буланов Гофман |
|                                      |        |         |       | Судьи: Буланов Гофман |
|                                      |        |         |       | Судьи: Буланов Гофман |
|                                      |        |         |       | Судьи: Буланов Гофман |
| 16 мин                               | Штраф  | 6 мин   |       | Судьи: Буланов Гофман |
|                                      |        |         |       |                       |
|                                      | 20     | Броски  | 32    |                       |

| 26 ноября 2010 | Северсталь | 3 : 2 (Б) (1:0, 0:1, 1:1, 0:0, 1:0) | СКА | Ледовый дворец (Череповец) Зрителей: 4550 |

| Отчёт                                                                        | Отчёт                         | Отчёт                                                  | Отчёт   | Отчёт                       |
| ---------------------------------------------------------------------------- | ----------------------------- | ------------------------------------------------------ | ------- | --------------------------- |
|                                                                              |                               |                                                        |         |                             |
|                                                                              | Кошечкин                      | Вратари                                                | Набоков | Судьи: Бутурлин-мл. Раводин |
|                                                                              | Голы:                         |                                                        |         | Судьи: Бутурлин-мл. Раводин |
| Жмакин (Цветков,Трубачёв) 11' (бол.) Шипачёв (Лямин,Немец) 44' Трубачёв (ПБ) | 1 : 0 1 : 1 2 : 1 2 : 2 3 : 2 | Франссон (Бут,Вейнхандль) 38' Шитиков (Вишневский) 45' |         | Судьи: Бутурлин-мл. Раводин |
|                                                                              |                               |                                                        |         | Судьи: Бутурлин-мл. Раводин |
|                                                                              |                               |                                                        |         | Судьи: Бутурлин-мл. Раводин |
|                                                                              |                               |                                                        |         | Судьи: Бутурлин-мл. Раводин |
| 18 мин                                                                       | Штраф                         | 22 мин                                                 |         | Судьи: Бутурлин-мл. Раводин |
|                                                                              |                               |                                                        |         |                             |
|                                                                              | 21                            | Броски                                                 | 40      |                             |

| 29 ноября 2010 | Северсталь | 3 : 1 (1:1, 0:0, 2:0) | Барыс | Ледовый дворец (Череповец) Зрителей: 4550 |

| Отчёт                                                                                  | Отчёт                   | Отчёт                         | Отчёт | Отчёт                       |
| -------------------------------------------------------------------------------------- | ----------------------- | ----------------------------- | ----- | --------------------------- |
|                                                                                        |                         |                               |       |                             |
|                                                                                        | Кошечкин                | Вратари                       | Гласс | Судьи: Бутурлин-мл. Раводин |
|                                                                                        | Голы:                   |                               |       | Судьи: Бутурлин-мл. Раводин |
| Страка (Соин,Трубачёв) 9' (бол.) Жмакин (Бардин,Чудинов) 47' (бол.) Цветков 56' (мен.) | 1 : 0 1 : 1 2 : 1 3 : 1 | Савченко (Полищук) 12' (бол.) |       | Судьи: Бутурлин-мл. Раводин |
|                                                                                        |                         |                               |       | Судьи: Бутурлин-мл. Раводин |
|                                                                                        |                         |                               |       | Судьи: Бутурлин-мл. Раводин |
|                                                                                        |                         |                               |       | Судьи: Бутурлин-мл. Раводин |
| 18 мин                                                                                 | Штраф                   | 22 мин                        |       | Судьи: Бутурлин-мл. Раводин |
|                                                                                        |                         |                               |       |                             |
|                                                                                        | 21                      | Броски                        | 40    |                             |

| 1 декабря 2010 | Северсталь | 3 : 1 (1:0, 0:0, 2:1) | Авангард | Ледовый дворец (Череповец) Зрителей: 4123 |

| Отчёт                                                                           | Отчёт                   | Отчёт     | Отчёт | Отчёт                |
| ------------------------------------------------------------------------------- | ----------------------- | --------- | ----- | -------------------- |
|                                                                                 |                         |           |       |                      |
|                                                                                 | Кошечкин                | Вратари   | Рамо  | Судьи: Буланов Гусев |
|                                                                                 | Голы:                   |           |       | Судьи: Буланов Гусев |
| Шефер 3' Страка (Цветков,Трубачёв) 44' (бол.) Немец (Цветков,Страка) 50' (бол.) | 1 : 0 2 : 0 2 : 1 3 : 1 | Попов 45' |       | Судьи: Буланов Гусев |
|                                                                                 |                         |           |       | Судьи: Буланов Гусев |
|                                                                                 |                         |           |       | Судьи: Буланов Гусев |
|                                                                                 |                         |           |       | Судьи: Буланов Гусев |
| 14 мин                                                                          | Штраф                   | 12 мин    |       | Судьи: Буланов Гусев |
|                                                                                 |                         |           |       |                      |
|                                                                                 | 28                      | Броски    | 35    |                      |

| 3 декабря 2010 | Северсталь | 0 : 3 (0:0, 0:3, 0:0) | Югра | Ледовый дворец (Череповец) Зрителей: 3200 |

| Отчёт  | Отчёт             | Отчёт                                                                                            | Отчёт   | Отчёт        |
| ------ | ----------------- | ------------------------------------------------------------------------------------------------ | ------- | ------------ |
|        |                   |                                                                                                  |         |              |
|        | Станя             | Вратари                                                                                          | Бирюков | Судья: Щенёв |
|        | Голы:             |                                                                                                  |         | Судья: Щенёв |
|        | 0 : 1 0 : 2 0 : 3 | Алтарёв (Малюшкин,Скороходов) 27' Якубов (Хлынцев,Варг) 30' Якубов (Лекомцев,Хлынцев) 34' (мен.) |         | Судья: Щенёв |
|        |                   |                                                                                                  |         | Судья: Щенёв |
|        |                   |                                                                                                  |         | Судья: Щенёв |
|        |                   |                                                                                                  |         | Судья: Щенёв |
| 10 мин | Штраф             | 20 мин                                                                                           |         | Судья: Щенёв |
|        |                   |                                                                                                  |         |              |
|        | 33                | Броски                                                                                           | 19      |              |

| 6 декабря 2010 | Северсталь | 4 : 5 (ОТ) (0:1, 1:3, 3:0, 0:1) | Динамо Минск | Ледовый дворец (Череповец) Зрителей: 2587 |

| Отчёт | Отчёт                                                 | Отчёт | Отчёт | Отчёт                  |
| --- | ----------------------------------------------------- | --- | ----- | ---------------------- |
| |                                                       | |       |                        |
| | Кошечкин                                              | Вратари | Эш    | Судьи: Антропов Беляев |
| | Голы:                                                 | |       | Судьи: Антропов Беляев |
| Рыбаков (Шефер,Страка) 39' (бол.) Цибак (Страка,Чудинов) 42' Цветков (Шипачёв) 46' Немец (Шипачёв,Цветков) 58' (бол.) | 0 : 1 0 : 2 0 : 3 0 : 4 1 : 4 2 : 4 3 : 4 4 : 4 4 : 5 | Варламов (Спиридонов,Глазачев)9'(бол.) Мелешко (Антонов) 24' Кулаков 30' (мен.) Петрасек (Плэтт) 33' (бол.) Плэтт (Фернхольм,Подхрадски) 62' |       | Судьи: Антропов Беляев |
| |                                                       | |       | Судьи: Антропов Беляев |
| |                                                       | |       | Судьи: Антропов Беляев |
| |                                                       | |       | Судьи: Антропов Беляев |
| 18 мин | Штраф                                                 | 32 мин |       | Судьи: Антропов Беляев |
| |                                                       | |       |                        |
| | 25                                                    | Броски | 26    |                        |

| 8 декабря 2010 | Атлант | 2 : 5 (1:3, 0:2, 1:0) | Северсталь | Арена Мытищи Зрителей: 4900 |

| Отчёт                                                      | Отчёт                                     | Отчёт | Отчёт    | Отчёт                  |
| ---------------------------------------------------------- | ----------------------------------------- | --- | -------- | ---------------------- |
|                                                            |                                           | |          |                        |
|                                                            | Коваль / Барулин                          | Вратари | Кошечкин | Судьи: Комаров Сергеев |
|                                                            | Голы:                                     | |          | Судьи: Комаров Сергеев |
| Глухов (Фёдоров,Хомицкий) 11' (бол.) Мозякин (Семёнов) 47' | 0 : 1 0 : 2 0 : 3 1 : 3 1 : 4 1 : 5 2 : 5 | Немец (Жмакин,Шипачёв) 5' Бардин (Соин,Чудинов) 6' Шипачёв (Лямин) 8' (бол.) Земченко (Бардин,Егоршев) 23' Жмакин (Шипачёв,Цветков) 31' |          | Судьи: Комаров Сергеев |
|                                                            |                                           | |          | Судьи: Комаров Сергеев |
|                                                            |                                           | |          | Судьи: Комаров Сергеев |
|                                                            |                                           | |          | Судьи: Комаров Сергеев |
| 10 мин                                                     | Штраф                                     | 14 мин |          | Судьи: Комаров Сергеев |
|                                                            |                                           | |          |                        |
|                                                            | 41                                        | Броски | 17       |                        |

| 10 декабря 2010 | Торпедо | 0 : 2 (0:1, 0:1, 0:0) | Северсталь | Нагорный дворец спорта профсоюзов Зрителей: 4500 |

| Отчёт  | Отчёт       | Отчёт                                                                 | Отчёт    | Отчёт                   |
| ------ | ----------- | --------------------------------------------------------------------- | -------- | ----------------------- |
|        |             |                                                                       |          |                         |
|        | Брюклер     | Вратари                                                               | Кошечкин | Судьи: Семёнов Феофанов |
|        | Голы:       |                                                                       |          | Судьи: Семёнов Феофанов |
|        | 0 : 1 0 : 2 | Чудинов (Лямин,Цветков) 6' (бол.) Шипачёв (Цветков,Жмакин) 31' (бол.) |          | Судьи: Семёнов Феофанов |
|        |             |                                                                       |          | Судьи: Семёнов Феофанов |
|        |             |                                                                       |          | Судьи: Семёнов Феофанов |
|        |             |                                                                       |          | Судьи: Семёнов Феофанов |
| 12 мин | Штраф       | 16 мин                                                                |          | Судьи: Семёнов Феофанов |
|        |             |                                                                       |          |                         |
|        | 39          | Броски                                                                | 15       |                         |

| 12 декабря 2010 | Локомотив | 8 : 2 (3:1, 5:1, 0:0) | Северсталь | Арена 2000 Зрителей: 9046 |

| Отчёт | Отчёт                                                       | Отчёт                                                    | Отчёт            | Отчёт                 |
| --- | ----------------------------------------------------------- | -------------------------------------------------------- | ---------------- | --------------------- |
| |                                                             |                                                          |                  |                       |
| | Кочнев                                                      | Вратари                                                  | Кошечкин / Станя | Судьи: Кулаков Одиньш |
| | Голы:                                                       |                                                          |                  | Судьи: Кулаков Одиньш |
| Галимов (Калянин,Аникеенко) 4' Королюк (Демитра,Вашичек) 12' Аникеенко (Чурилов, Калянин) 18' (бол.) Королюк (Галимов,Вашичек) 21' Королюк (Демитра,Вашичек) 21' Галимов (Кочнев,Аникеенко) 28' Гуськов (Вашичек,Королюк) 35' Демитра (Вашичек) 38' | 1 : 0 1 : 1 2 : 1 3 : 1 4 : 1 5 : 1 6 : 1 6 : 2 7 : 2 8 : 2 | Бардин (Соин,Земченко) 6' Казаковцев (Лямин,Рыбаков) 29' |                  | Судьи: Кулаков Одиньш |
| |                                                             |                                                          |                  | Судьи: Кулаков Одиньш |
| |                                                             |                                                          |                  | Судьи: Кулаков Одиньш |
| |                                                             |                                                          |                  | Судьи: Кулаков Одиньш |
| 10 мин | Штраф                                                       | 14 мин                                                   |                  | Судьи: Кулаков Одиньш |
| |                                                             |                                                          |                  |                       |
| | 34                                                          | Броски                                                   | 24               |                       |

| 19 декабря 2010 | Локомотив | 2 : 1 (Б) (1:0, 0:0, 0:1, 0:0, 1:0) | Северсталь | Арена-2000 |

| Отчёт                                      | Отчёт             | Отчёт                       | Отчёт    | Отчёт                 |
| ------------------------------------------ | ----------------- | --------------------------- | -------- | --------------------- |
|                                            |                   |                             |          |                       |
|                                            | Вьюхин            | Вратари                     | Смирягин | Судьи: Таранов Сердюк |
|                                            | Голы:             |                             |          | Судьи: Таранов Сердюк |
| Лехтеря (Васильев,Кирюхин) 5' Лехтеря (ПБ) | 1 : 0 1 : 1 2 : 1 | Трубачёв (Цибак,Страка) 46' |          | Судьи: Таранов Сердюк |
|                                            |                   |                             |          | Судьи: Таранов Сердюк |
|                                            |                   |                             |          | Судьи: Таранов Сердюк |
|                                            |                   |                             |          | Судьи: Таранов Сердюк |
| 6 мин                                      | Штраф             | 8 мин                       |          | Судьи: Таранов Сердюк |
|                                            |                   |                             |          |                       |
|                                            |                   |                             |          |                       |

| 23 декабря 2010 | Атлант | 3 : 0 (0:0, 2:0, 1:0) | Северсталь | Арена Мытищи Зрителей: 5900 |

| Отчёт                                                                               | Отчёт             | Отчёт   | Отчёт | Отчёт                  |
| ----------------------------------------------------------------------------------- | ----------------- | ------- | ----- | ---------------------- |
|                                                                                     |                   |         |       |                        |
|                                                                                     | Барулин           | Вратари | Станя | Судьи: Наливайко Щенёв |
|                                                                                     | Голы:             |         |       | Судьи: Наливайко Щенёв |
| Петров (Епанчинцев,Иргл) 29' (бол.) Мозякин (Петров) 39' Петров (Быков,Мозякин) 58' | 1 : 0 2 : 0 3 : 0 |         |       | Судьи: Наливайко Щенёв |
|                                                                                     |                   |         |       | Судьи: Наливайко Щенёв |
|                                                                                     |                   |         |       | Судьи: Наливайко Щенёв |
|                                                                                     |                   |         |       | Судьи: Наливайко Щенёв |
| 16 мин                                                                              | Штраф             | 20 мин  |       | Судьи: Наливайко Щенёв |
|                                                                                     |                   |         |       |                        |
|                                                                                     | 28                | Броски  | 19    |                        |

| 25 декабря 2010 | Торпедо | 1 : 2 (0:0, 0:1, 1:1) | Северсталь | Нагорный дворец спорта профсоюзов Зрителей: 3600 |

| Отчёт                          | Отчёт             | Отчёт                                                              | Отчёт    | Отчёт                 |
| ------------------------------ | ----------------- | ------------------------------------------------------------------ | -------- | --------------------- |
|                                |                   |                                                                    |          |                       |
|                                | Брюклер           | Вратари                                                            | Кошечкин | Судьи: Беляев Кулаков |
|                                | Голы:             |                                                                    |          | Судьи: Беляев Кулаков |
| Веске (Гру,Эллисон) 52' (бол.) | 0 : 1 0 : 2 1 : 2 | Петтерссон (Казаковцев,Воробьёв) 37' Жмакин (Рыбаков,Трубачёв) 50' |          | Судьи: Беляев Кулаков |
|                                |                   |                                                                    |          | Судьи: Беляев Кулаков |
|                                |                   |                                                                    |          | Судьи: Беляев Кулаков |
|                                |                   |                                                                    |          | Судьи: Беляев Кулаков |
| 12 мин                         | Штраф             | 16 мин                                                             |          | Судьи: Беляев Кулаков |
|                                |                   |                                                                    |          |                       |
|                                | 29                | Броски                                                             | 16       |                       |

| 27 декабря 2010 | Северсталь | 1 : 5 (1:1, 0:1, 0:3) | Локомотив | Ледовый дворец (Череповец) Зрителей: 3800 |

| Отчёт                       | Отчёт                               | Отчёт | Отчёт  | Отчёт                   |
| --------------------------- | ----------------------------------- | --- | ------ | ----------------------- |
|                             |                                     | |        |                         |
|                             | Станя                               | Вратари | Кочнев | Судьи: Киселёв Цыплаков |
|                             | Голы:                               | |        | Судьи: Киселёв Цыплаков |
| Страка (Шипачёв) 15' (бол.) | 0 : 1 1 : 1 1 : 2 1 : 3 1 : 4 1 : 5 | Чурилов (Галимов,Рахунек) 5' Галимов (Калимулин) 21' (мен.) Чурилов (Калянин) 55' Ткаченко (Клюкин) 56' Галимов (Калянин) 59' |        | Судьи: Киселёв Цыплаков |
|                             |                                     | |        | Судьи: Киселёв Цыплаков |
|                             |                                     | |        | Судьи: Киселёв Цыплаков |
|                             |                                     | |        | Судьи: Киселёв Цыплаков |
| 8 мин                       | Штраф                               | 14 мин |        | Судьи: Киселёв Цыплаков |
|                             |                                     | |        |                         |
|                             | 35                                  | Броски | 24     |                         |

| 4 января 2011 | Северсталь | 4 : 3 (3:2, 1:0, 0:1) | Динамо Москва | Ледовый дворец (Череповец) Зрителей: 4380 |

| Отчёт | Отчёт                                     | Отчёт                                                                     | Отчёт              | Отчёт                    |
| --- | ----------------------------------------- | ------------------------------------------------------------------------- | ------------------ | ------------------------ |
| |                                           |                                                                           |                    |                          |
| | Кошечкин                                  | Вратари                                                                   | Волков / Черепенин | Судьи: Сафиуллов Бондарь |
| | Голы:                                     |                                                                           |                    | Судьи: Сафиуллов Бондарь |
| Страка (Чудинов) 2' Бардин (Петтерссон,Соин) 7' Цветков (Шипачёв) 16' (мен.) Шипачёв (Цветков,Страка) 23' | 1 : 0 1 : 1 2 : 1 2 : 2 3 : 2 4 : 2 4 : 3 | Комаров (Толпеко) 6' (бол.) Медведев (Кокарев) 12' Горовиков (Граняк) 45' |                    | Судьи: Сафиуллов Бондарь |
| |                                           |                                                                           |                    | Судьи: Сафиуллов Бондарь |
| |                                           |                                                                           |                    | Судьи: Сафиуллов Бондарь |
| |                                           |                                                                           |                    | Судьи: Сафиуллов Бондарь |
| 12 мин | Штраф                                     | 16 мин                                                                    |                    | Судьи: Сафиуллов Бондарь |
| |                                           |                                                                           |                    |                          |
| | 30                                        | Броски                                                                    | 35                 |                          |

| 6 января 2011 | Северсталь | 2 : 7 (1:1, 1:4, 0:2) | Витязь | Ледовый дворец (Череповец) Зрителей: 3800 |

| Отчёт                                                                | Отчёт                                                 | Отчёт | Отчёт  | Отчёт                     |
| -------------------------------------------------------------------- | ----------------------------------------------------- | --- | ------ | ------------------------- |
|                                                                      |                                                       | |        |                           |
|                                                                      | Кошечкин / Станя                                      | Вратари | Лаланд | Судьи: Наливайко Ромасько |
|                                                                      | Голы:                                                 | |        | Судьи: Наливайко Ромасько |
| Страка (Чудинов,Лямин) 17' (бол.) Шипачёв (Цветков,Немец) 27' (мен.) | 0 : 1 1 : 1 1 : 2 1 : 3 2 : 3 2 : 4 2 : 5 2 : 6 2 : 7 | Костичкин (Саймон,Романов) 6' (бол.) Щербина (Батыршин) 26' Саймон (Романов,Костичкин) 26' Саймон (Романов) 36' Величкин (Белоусов, Бойченко) 39' Романов (Саймон) 52' (бол.) Марков (Комаристый,Колесников) 59' (бол.) |        | Судьи: Наливайко Ромасько |
|                                                                      |                                                       | |        | Судьи: Наливайко Ромасько |
|                                                                      |                                                       | |        | Судьи: Наливайко Ромасько |
|                                                                      |                                                       | |        | Судьи: Наливайко Ромасько |
| 12 мин                                                               | Штраф                                                 | 14 мин |        | Судьи: Наливайко Ромасько |
|                                                                      |                                                       | |        |                           |
|                                                                      | 33                                                    | Броски | 30     |                           |

| 12 января 2011 | ЦСКА | 2 : 4 (1:0, 0:1, 1:3) | Северсталь | ЛДС ЦСКА Зрителей: 1262 |

| Отчёт                                                               | Отчёт                               | Отчёт                                                                                                 | Отчёт    | Отчёт                |
| ------------------------------------------------------------------- | ----------------------------------- | --- | -------- | -------------------- |
|                                                                     |                                     | |          |                      |
|                                                                     | Валикетт                            | Вратари                                                                                               | Кошечкин | Судьи: Гашилов Щенёв |
|                                                                     | Голы:                               | |          | Судьи: Гашилов Щенёв |
| Козлов (Марек,Рылов) 14' (бол.) Рылов (Марек,Буравчиков) 48' (бол.) | 1 : 0 1 : 1 1 : 2 1 : 3 2 : 3 2 : 4 | Трубачёв (Немец,Жмакин) 36' (бол.) Кетов (Чудинов) 44' Соин (Бардин) 45' Страка (Чудинов,Шипачёв) 52' |          | Судьи: Гашилов Щенёв |
|                                                                     |                                     | |          | Судьи: Гашилов Щенёв |
|                                                                     |                                     | |          | Судьи: Гашилов Щенёв |
|                                                                     |                                     | |          | Судьи: Гашилов Щенёв |
| 12 мин                                                              | Штраф                               | 16 мин                                                                                                |          | Судьи: Гашилов Щенёв |
|                                                                     |                                     | |          |                      |
|                                                                     | 32                                  | Броски                                                                                                | 19       |                      |

| 14 января 2011 | Динамо Рига | 3 : 4 (Б) (1:0, 0:1, 1:3, 0:0, 0:1) | Северсталь | Арена Рига Зрителей: 9110 |

| Отчёт                                                                                                 | Отчёт                                     | Отчёт                                                                                  | Отчёт    | Отчёт          |
| --- | ----------------------------------------- | -------------------------------------------------------------------------------------- | -------- | -------------- |
| |                                           |                                                                                        |          |                |
| | Холт                                      | Вратари                                                                                | Кошечкин | Судья: Буланов |
| | Голы:                                     |                                                                                        |          | Судья: Буланов |
| Дарзиньш (Е. Редлихс,Троттер) 6' Дарзиньш (М. Редлихс,Троттер) 28' Дарзиньш (Галвиньш,М. Редлихс) 38' | 1 : 0 1 : 1 2 : 1 2 : 2 3 : 2 3 : 3 3 : 4 | Кетов (Цибак,Жмакин) 10' Шипачёв (Страка) 35' Страка (Чудинов) 59' (бол.) Цветков (ПБ) |          | Судья: Буланов |
| |                                           |                                                                                        |          | Судья: Буланов |
| |                                           |                                                                                        |          | Судья: Буланов |
| |                                           |                                                                                        |          | Судья: Буланов |
| 10 мин                                                                                                | Штраф                                     | 20 мин                                                                                 |          | Судья: Буланов |
| |                                           |                                                                                        |          |                |
| | 36                                        | Броски                                                                                 | 29       |                |

| 16 января 2011 | Динамо Минск | 3 : 1 (0:0, 0:0, 3:1) | Северсталь | Бобруйск-Арена Зрителей: 4860 |

| Отчёт                                                                                 | Отчёт                   | Отчёт                          | Отчёт    | Отчёт         |
| ------------------------------------------------------------------------------------- | ----------------------- | ------------------------------ | -------- | ------------- |
|                                                                                       |                         |                                |          |               |
|                                                                                       | Мезин                   | Вратари                        | Кошечкин | Судья: Одиньш |
|                                                                                       | Голы:                   |                                |          | Судья: Одиньш |
| Демагин (Варламов,Кулаков) 48' (бол.) Петрасек (Мелешко,Сикора) 50' Плэтт (Корсо) 53' | 1 : 0 2 : 0 3 : 0 3 : 1 | Цибак (Кетов,Немец) 56' (бол.) |          | Судья: Одиньш |
|                                                                                       |                         |                                |          | Судья: Одиньш |
|                                                                                       |                         |                                |          | Судья: Одиньш |
|                                                                                       |                         |                                |          | Судья: Одиньш |
| 12 мин                                                                                | Штраф                   | 12 мин                         |          | Судья: Одиньш |
|                                                                                       |                         |                                |          |               |
|                                                                                       | 26                      | Броски                         | 14       |               |

| 18 января 2011 | Витязь | 2 : 1 (1:0, 1:0, 0:1) | Северсталь | ЛХЦ Витязь Зрителей: 3250 |

| Отчёт                                                      | Отчёт             | Отчёт                        | Отчёт | Отчёт          |
| ---------------------------------------------------------- | ----------------- | ---------------------------- | ----- | -------------- |
|                                                            |                   |                              |       |                |
|                                                            | Лаланд            | Вратари                      | Станя | Судья: Захаров |
|                                                            | Голы:             |                              |       | Судья: Захаров |
| Бобров (Батыршин) 5' Бердников (Комаристый,Колесников) 25' | 1 : 0 2 : 0 2 : 1 | Шипачёв (Цветков,Страка) 44' |       | Судья: Захаров |
|                                                            |                   |                              |       | Судья: Захаров |
|                                                            |                   |                              |       | Судья: Захаров |
|                                                            |                   |                              |       | Судья: Захаров |
| 14 мин                                                     | Штраф             | 10 мин                       |       | Судья: Захаров |
|                                                            |                   |                              |       |                |
|                                                            | 21                | Броски                       | 24    |                |

| 21 января 2011 | Северсталь | 4 : 3 (ОТ) (1:2, 2:1, 0:0, 1:0) | Металлург Мг | Ледовый дворец (Череповец) Зрителей: 3800 |

| Отчёт | Отчёт                                     | Отчёт                                                                                         | Отчёт                   | Отчёт                 |
| --- | ----------------------------------------- | --------------------------------------------------------------------------------------------- | ----------------------- | --------------------- |
| |                                           |                                                                                               |                         |                       |
| | Кошечкин                                  | Вратари                                                                                       | Гелашвили / Проскуряков | Судьи: Кулаков Оленин |
| | Голы:                                     |                                                                                               |                         | Судьи: Кулаков Оленин |
| Страка (Егоршев) 2' (бол.) Страка (Немец,Шипачёв) 24' (бол.) Киселевич (Страка) 31' (бол.) Немец (Цветков,Страка) 61' (бол.) | 1 : 0 1 : 1 1 : 2 2 : 2 2 : 3 3 : 3 4 : 3 | Аалтонен (Контиола) 6' (бол.) Лисин (Фёдоров,Бирюков) 11' (бол.) Контиола (Атюшов) 26' (бол.) |                         | Судьи: Кулаков Оленин |
| |                                           |                                                                                               |                         | Судьи: Кулаков Оленин |
| |                                           |                                                                                               |                         | Судьи: Кулаков Оленин |
| |                                           |                                                                                               |                         | Судьи: Кулаков Оленин |
| 16 мин | Штраф                                     | 43 мин                                                                                        |                         | Судьи: Кулаков Оленин |
| |                                           |                                                                                               |                         |                       |
| | 34                                        | Броски                                                                                        | 31                      |                       |

| 23 января 2011 | Северсталь | 3 : 6 (1:2, 1:3, 1:1) | Трактор | Ледовый дворец (Череповец) Зрителей: 3100 |

| Отчёт                                                                     | Отчёт                                                 | Отчёт | Отчёт | Отчёт                   |
| ------------------------------------------------------------------------- | ----------------------------------------------------- | --- | ----- | ----------------------- |
|                                                                           |                                                       | |       |                         |
|                                                                           | Кошечкин / Станя                                      | Вратари | Скотт | Судьи: Анисимов Захаров |
|                                                                           | Голы:                                                 | |       | Судьи: Анисимов Захаров |
| Трунёв (Егоршев,Рыбаков) 7' Шипачёв (Егоршев) 38' (бол.) Монс (Шефер) 53' | 1 : 0 1 : 1 1 : 2 1 : 3 1 : 4 2 : 4 2 : 5 2 : 6 3 : 6 | Афанасенков (Куинт,Бутурлин) 16' Глинкин (Кузнецов,Попов) 17' Бутурлин (Жиру,Афанасенков) 25' (бол.) Бурдасов (Саюстов) 32' Кузнецов (Катичев, Глинкин) 40' Ячменёв (Куинт,Афанасенков) 41' |       | Судьи: Анисимов Захаров |
|                                                                           |                                                       | |       | Судьи: Анисимов Захаров |
|                                                                           |                                                       | |       | Судьи: Анисимов Захаров |
|                                                                           |                                                       | |       | Судьи: Анисимов Захаров |
| 6 мин                                                                     | Штраф                                                 | 16 мин |       | Судьи: Анисимов Захаров |
|                                                                           |                                                       | |       |                         |
|                                                                           | 26                                                    | Броски | 26    |                         |

| 25 января 2011 | Северсталь | 0 : 3 (0:1, 0:1, 0:1) | Салават Юлаев | Ледовый дворец (Череповец) Зрителей: 3456 |

| Отчёт  | Отчёт             | Отчёт | Отчёт    | Отчёт           |
| ------ | ----------------- | --- | -------- | --------------- |
|        |                   | |          |                 |
|        | Станя             | Вратари | Колесник | Судья: Васильев |
|        | Голы:             | |          | Судья: Васильев |
|        | 0 : 1 0 : 2 0 : 3 | Зиновьев (Кир. Кольцов,Радулов) 11'(б.) Григоренко (Торесен,Радулов) 40' Григоренко (Кир. Кольцов,Радулов) 51' |          | Судья: Васильев |
|        |                   | |          | Судья: Васильев |
|        |                   | |          | Судья: Васильев |
|        |                   | |          | Судья: Васильев |
| 10 мин | Штраф             | 22 мин |          | Судья: Васильев |
|        |                   | |          |                 |
|        | 19                | Броски | 36       |                 |

| 29 января 2011 | Сибирь | 2 : 4 (0:0, 2:0, 0:4) | Северсталь | ЛДС Сибирь Зрителей: 6500 |

| Отчёт                                              | Отчёт                               | Отчёт                                                                                    | Отчёт | Отчёт                |
| -------------------------------------------------- | ----------------------------------- | ---------------------------------------------------------------------------------------- | ----- | -------------------- |
|                                                    |                                     |                                                                                          |       |                      |
|                                                    | Лив                                 | Вратари                                                                                  | Станя | Судьи: Белов Бондарь |
|                                                    | Голы:                               |                                                                                          |       | Судьи: Белов Бондарь |
| Богдановский (Пуяц) 23' Черников (Пуяц,Петров) 40' | 1 : 0 2 : 0 2 : 1 2 : 2 2 : 3 2 : 4 | Цибак (Монс,Шефер) 46' Трубачёв 53' (бул.) Лямин (Цветков) 57' (бол.) Кетов (Бардин) 58' |       | Судьи: Белов Бондарь |
|                                                    |                                     |                                                                                          |       | Судьи: Белов Бондарь |
|                                                    |                                     |                                                                                          |       | Судьи: Белов Бондарь |
|                                                    |                                     |                                                                                          |       | Судьи: Белов Бондарь |
| 12 мин                                             | Штраф                               | 12 мин                                                                                   |       | Судьи: Белов Бондарь |
|                                                    |                                     |                                                                                          |       |                      |
|                                                    | 27                                  | Броски                                                                                   | 24    |                      |

| 31 января 2011 | Амур | 2 : 3 (Б) (2:1, 0:1, 0:0, 0:0, 0:1) | Северсталь | Платинум-Арена Зрителей: 6500 |

| Отчёт                                               | Отчёт                         | Отчёт                                                                      | Отчёт    | Отчёт          |
| --------------------------------------------------- | ----------------------------- | -------------------------------------------------------------------------- | -------- | -------------- |
|                                                     |                               |                                                                            |          |                |
|                                                     | Дани                          | Вратари                                                                    | Кошечкин | Судья: Бирюков |
|                                                     | Голы:                         |                                                                            |          | Судья: Бирюков |
| Никулин (Ципулис) 10' Никулин (Копейкин) 20' (бол.) | 1 : 0 1 : 1 2 : 1 2 : 2 2 : 3 | Бардин (Шефер,Соин) 14' (бол.) Цветков (Трубачёв,Страка) 32' Трубачёв (ПБ) |          | Судья: Бирюков |
|                                                     |                               |                                                                            |          | Судья: Бирюков |
|                                                     |                               |                                                                            |          | Судья: Бирюков |
|                                                     |                               |                                                                            |          | Судья: Бирюков |
| 4 мин                                               | Штраф                         | 8 мин                                                                      |          | Судья: Бирюков |
|                                                     |                               |                                                                            |          |                |
|                                                     | 17                            | Броски                                                                     | 46       |                |

| 2 февраля 2011 | Металлург Нк | 0 : 3 (0:3, 0:0, 0:0) | Северсталь | Дворец спорта кузнецких металлургов Зрителей: 2200 |

| Отчёт | Отчёт             | Отчёт                                                             | Отчёт | Отчёт                 |
| ----- | ----------------- | ----------------------------------------------------------------- | ----- | --------------------- |
|       |                   |                                                                   |       |                       |
|       | Тарасов / Лазушин | Вратари                                                           | Станя | Судьи: Деев Сафиуллов |
|       | Голы:             |                                                                   |       | Судьи: Деев Сафиуллов |
|       | 0 : 1 0 : 2 0 : 3 | Соин (Бардин,Земченко) 3' Земченко (Бардин) 6' Кетов (Егоршев) 9' |       | Судьи: Деев Сафиуллов |
|       |                   |                                                                   |       | Судьи: Деев Сафиуллов |
|       |                   |                                                                   |       | Судьи: Деев Сафиуллов |
|       |                   |                                                                   |       | Судьи: Деев Сафиуллов |
| 4 мин | Штраф             | 4 мин                                                             |       | Судьи: Деев Сафиуллов |
|       |                   |                                                                   |       |                       |
|       | 24                | Броски                                                            | 22    |                       |

| 12 февраля 2011 | Северсталь | 5 : 1 (1:0, 2:1, 2:0) | Локомотив | Ледовый дворец (Череповец) |

| Отчёт | Отчёт                               | Отчёт                         | Отчёт           | Отчёт                     |
| --- | ----------------------------------- | ----------------------------- | --------------- | ------------------------- |
| |                                     |                               |                 |                           |
| | Кошечкин / Станя                    | Вратари                       | Кочнев / Вьюхин | Судьи: Каспирович Ягубкин |
| | Голы:                               |                               |                 | Судьи: Каспирович Ягубкин |
| Цветков (В. Попов,Страка) 13' Цветков (Киселевич,Страка) 28' Страка (Свиязов, Цветков) 40' Цветков (Страка) 45' (мен.) Кетов (Жмакин) 58' | 1 : 0 1 : 1 2 : 1 3 : 1 4 : 1 5 : 1 | Лехтеря (Субботин) 21' (бол.) |                 | Судьи: Каспирович Ягубкин |
| |                                     |                               |                 | Судьи: Каспирович Ягубкин |
| |                                     |                               |                 | Судьи: Каспирович Ягубкин |
| |                                     |                               |                 | Судьи: Каспирович Ягубкин |
| 18 мин | Штраф                               | 16 мин                        |                 | Судьи: Каспирович Ягубкин |
| |                                     |                               |                 |                           |
| |                                     |                               |                 |                           |

| 16 февраля 2011 | Северсталь | 2 : 1 (1:1, 1:0, 0:0) | Ак Барс | Ледовый дворец (Череповец) Зрителей: 3850 |

| Отчёт                                           | Отчёт             | Отчёт                              | Отчёт   | Отчёт                 |
| ----------------------------------------------- | ----------------- | ---------------------------------- | ------- | --------------------- |
|                                                 |                   |                                    |         |                       |
|                                                 | Кошечкин          | Вратари                            | Веханен | Судьи: Гашилов Гофман |
|                                                 | Голы:             |                                    |         | Судьи: Гашилов Гофман |
| Рыбаков (Трунёв,Воробьёв) 9' Кетов (Жмакин) 31' | 1 : 0 1 : 1 2 : 1 | Обухов (Никулин,Емелин) 17' (бол.) |         | Судьи: Гашилов Гофман |
|                                                 |                   |                                    |         | Судьи: Гашилов Гофман |
|                                                 |                   |                                    |         | Судьи: Гашилов Гофман |
|                                                 |                   |                                    |         | Судьи: Гашилов Гофман |
| 12 мин                                          | Штраф             | 12 мин                             |         | Судьи: Гашилов Гофман |
|                                                 |                   |                                    |         |                       |
|                                                 | 25                | Броски                             | 19      |                       |

| 18 февраля 2011 | Северсталь | 10 : 1 (4:1, 3:0, 3:0) | Автомобилист | Ледовый дворец (Череповец) Зрителей: 2600 |

| Отчёт | Отчёт                                                              | Отчёт                                       | Отчёт                     | Отчёт                 |
| --- | ------------------------------------------------------------------ | ------------------------------------------- | ------------------------- | --------------------- |
| |                                                                    |                                             |                           |                       |
| | Станя                                                              | Вратари                                     | Царегородцев / Франскевич | Судьи: Черенков Щенёв |
| | Голы:                                                              |                                             |                           | Судьи: Черенков Щенёв |
| Цибак (Кетов,Шипачёв) 2' (бол.) Жмакин (Кетов) 12' Немец (Жмакин,Киселевич) 13' Цибак (Баев,Рыбаков) 14' Цветков (Киселевич,Страка) 26' Воробьёв (Бардин,Соин) 27' Кетов (Шипачёв) 35' (мен.) Шипачёв (Лямин) 45' (мен.) Рыбаков 52' Страка (Егоршев,В. Попов) 60' | 1 : 0 1 : 1 2 : 1 3 : 1 4 : 1 5 : 1 6 : 1 7 : 1 8 : 1 9 : 1 10 : 1 | Чистяков (А. Стрельцов, Дубровин) 7' (бол.) |                           | Судьи: Черенков Щенёв |
| |                                                                    |                                             |                           | Судьи: Черенков Щенёв |
| |                                                                    |                                             |                           | Судьи: Черенков Щенёв |
| |                                                                    |                                             |                           | Судьи: Черенков Щенёв |
| 16 мин | Штраф                                                              | 10 мин                                      |                           | Судьи: Черенков Щенёв |
| |                                                                    |                                             |                           |                       |
| | 32                                                                 | Броски                                      | 18                        |                       |

| 20 февраля 2011 | Северсталь | 6 : 3 (1:1, 3:2, 2:0) | Нефтехимик | Ледовый дворец (Череповец) Зрителей: 3100 |

| Отчёт | Отчёт                                                 | Отчёт | Отчёт   | Отчёт                 |
| --- | ----------------------------------------------------- | --- | ------- | --------------------- |
| |                                                       | |         |                       |
| | Кошечкин                                              | Вратари | Касутин | Судьи: Комаров Одиньш |
| | Голы:                                                 | |         | Судьи: Комаров Одиньш |
| Кетов (Чудинов) 10' (мен.) Киселевич (Страка,Петтерссон) 35' (бол.) Егоршев (Бардин,Шефер) 39' (бол.) Страка 40' Чудинов (Цветков,Страка) 41' Чудинов (Кетов,Лямин) 49' (бол.) | 0 : 1 1 : 1 1 : 2 1 : 3 2 : 3 3 : 3 4 : 3 5 : 3 6 : 3 | Пестушко (Бернацкий,Коньков) 4' (бол.) Хохряков (Галимов,Крысанов) 27' Крысанов (Хохряков, Коньков) 33' (бол.) |         | Судьи: Комаров Одиньш |
| |                                                       | |         | Судьи: Комаров Одиньш |
| |                                                       | |         | Судьи: Комаров Одиньш |
| |                                                       | |         | Судьи: Комаров Одиньш |
| 18 мин | Штраф                                                 | 30 мин |         | Судьи: Комаров Одиньш |
| |                                                       | |         |                       |
| | 41                                                    | Броски | 31      |                       |

##### Плей-офф

###### 1/8 финала
| 23 февраля 2011 | Атлант | 3 : 2 (ОТ) (1:1, 1:0, 0:1, 1:0) | Северсталь | Арена Мытищи Зрителей: 6500 |

| Отчёт                                                                  | Отчёт                         | Отчёт                                                        | Отчёт    | Отчёт                |
| ---------------------------------------------------------------------- | ----------------------------- | ------------------------------------------------------------ | -------- | -------------------- |
|                                                                        |                               |                                                              |          |                      |
|                                                                        | Барулин                       | Вратари                                                      | Кошечкин | Судьи: Бирюков Щенёв |
|                                                                        | Голы:                         |                                                              |          | Судьи: Бирюков Щенёв |
| Мусатов 12' Булис (Обшут,Быков) 21' Обшут (Мозякин,Фёдоров) 74' (бол.) | 0 : 1 1 : 1 2 : 1 2 : 2 3 : 2 | Лямин (Чудинов,Цветков) 6' Шипачёв (Немец,Жмакин) 45' (бол.) |          | Судьи: Бирюков Щенёв |
|                                                                        |                               |                                                              |          | Судьи: Бирюков Щенёв |
|                                                                        |                               |                                                              |          | Судьи: Бирюков Щенёв |
|                                                                        |                               |                                                              |          | Судьи: Бирюков Щенёв |
| 10 мин                                                                 | Штраф                         | 16 мин                                                       |          | Судьи: Бирюков Щенёв |
|                                                                        |                               |                                                              |          |                      |
|                                                                        | 57                            | Броски                                                       | 29       |                      |

| 24 февраля 2011 | Атлант | 2 : 5 (1:2, 0:3, 1:0) | Северсталь | Арена Мытищи Зрителей: 5500 |

| Отчёт                                                                | Отчёт                                     | Отчёт                                                                                                   | Отчёт    | Отчёт                |
| -------------------------------------------------------------------- | ----------------------------------------- | --- | -------- | -------------------- |
|                                                                      |                                           | |          |                      |
|                                                                      | Барулин / Коваль                          | Вратари                                                                                                 | Кошечкин | Судьи: Бирюков Щенёв |
|                                                                      | Голы:                                     | |          | Судьи: Бирюков Щенёв |
| Фёдоров (Мозякин,Обшут) 11' (бол.) Левандовский (Мусатов) 42' (бол.) | 0 : 1 0 : 2 1 : 2 1 : 3 1 : 4 1 : 5 2 : 5 | Трубачёв (Цветков) 4' Шефер 9' Страка (Чудинов) 25' (бол.) Шипачёв (Кетов,Лямин) 32' Соин (Рыбаков) 34' |          | Судьи: Бирюков Щенёв |
|                                                                      |                                           | |          | Судьи: Бирюков Щенёв |
|                                                                      |                                           | |          | Судьи: Бирюков Щенёв |
|                                                                      |                                           | |          | Судьи: Бирюков Щенёв |
| 33 мин                                                               | Штраф                                     | 23 мин                                                                                                  |          | Судьи: Бирюков Щенёв |
|                                                                      |                                           | |          |                      |
|                                                                      | 47                                        | Броски                                                                                                  | 26       |                      |

| 26 февраля 2011 | Северсталь | 2 : 1 (0:0, 0:1, 2:0) | Атлант | Ледовый дворец (Череповец) Зрителей: 5700 |

| Отчёт                                       | Отчёт             | Отчёт                               | Отчёт  | Отчёт                     |
| ------------------------------------------- | ----------------- | ----------------------------------- | ------ | ------------------------- |
|                                             |                   |                                     |        |                           |
|                                             | Кошечкин          | Вратари                             | Коваль | Судьи: Наливайко Ромасько |
|                                             | Голы:             |                                     |        | Судьи: Наливайко Ромасько |
| Кетов (Бардин,Шипачёв) 49' (бол.) Кетов 60' | 0 : 1 1 : 1 2 : 1 | Непряев (Глухов,Горохов) 30' (мен.) |        | Судьи: Наливайко Ромасько |
|                                             |                   |                                     |        | Судьи: Наливайко Ромасько |
|                                             |                   |                                     |        | Судьи: Наливайко Ромасько |
|                                             |                   |                                     |        | Судьи: Наливайко Ромасько |
| 14 мин                                      | Штраф             | 26 мин                              |        | Судьи: Наливайко Ромасько |
|                                             |                   |                                     |        |                           |
|                                             | 30                | Броски                              | 38     |                           |

| 27 февраля 2011 | Северсталь | 1 : 8 (0:5, 1:2, 0:1) | Атлант | Ледовый дворец (Череповец) Зрителей: 5700 |

| Отчёт                             | Отчёт                                                 | Отчёт | Отчёт  | Отчёт                     |
| --------------------------------- | ----------------------------------------------------- | --- | ------ | ------------------------- |
|                                   |                                                       | |        |                           |
|                                   | Кошечкин / Станя                                      | Вратари | Коваль | Судьи: Наливайко Ромасько |
|                                   | Голы:                                                 | |        | Судьи: Наливайко Ромасько |
| Цветков (Лямин,Страка) 31' (бол.) | 0 : 1 0 : 2 0 : 3 0 : 4 0 : 5 1 : 5 1 : 6 1 : 7 1 : 8 | Фёдоров (Горохов) 11' Петров (Мозякин,Марек) 13' (бол.) Петров (Левандовский,Уппер) 15' Петров (Мозякин,Марек) 16' (бол.) Мозякин 18' Фёдоров (Каблуков,Мусатов) 32' Левандовский (Петров) 39' Горохов (Глухов,Непряев) 50' |        | Судьи: Наливайко Ромасько |
|                                   |                                                       | |        | Судьи: Наливайко Ромасько |
|                                   |                                                       | |        | Судьи: Наливайко Ромасько |
|                                   |                                                       | |        | Судьи: Наливайко Ромасько |
| 16 мин                            | Штраф                                                 | 22 мин |        | Судьи: Наливайко Ромасько |
|                                   |                                                       | |        |                           |
|                                   | 24                                                    | Броски | 24     |                           |

| 1 марта 2011 | Атлант | 2 : 1 (0:0, 2:0, 0:1) | Северсталь | Арена Мытищи Зрителей: 6500 |

| Отчёт                                                  | Отчёт             | Отчёт                      | Отчёт    | Отчёт                   |
| ------------------------------------------------------ | ----------------- | -------------------------- | -------- | ----------------------- |
|                                                        |                   |                            |          |                         |
|                                                        | Барулин / Коваль  | Вратари                    | Кошечкин | Судьи: Одиньш Карабанов |
|                                                        | Голы:             |                            |          | Судьи: Одиньш Карабанов |
| Фёдоров (Мозякин,Зюзин) 33' (бол.) Булис (Фёдоров) 37' | 1 : 0 2 : 0 2 : 1 | Цветков (Немец,Страка) 59' |          | Судьи: Одиньш Карабанов |
|                                                        |                   |                            |          | Судьи: Одиньш Карабанов |
|                                                        |                   |                            |          | Судьи: Одиньш Карабанов |
|                                                        |                   |                            |          | Судьи: Одиньш Карабанов |
| 14 мин                                                 | Штраф             | 26 мин                     |          | Судьи: Одиньш Карабанов |
|                                                        |                   |                            |          |                         |
|                                                        | 33                | Броски                     | 25       |                         |

| 3 марта 2011 | Северсталь | 0 : 1 (0:0, 0:1, 0:0) | Атлант | Ледовый дворец (Череповец) Зрителей: 4400 |

| Отчёт  | Отчёт    | Отчёт                             | Отчёт   | Отчёт                   |
| ------ | -------- | --------------------------------- | ------- | ----------------------- |
|        |          |                                   |         |                         |
|        | Кошечкин | Вратари                           | Барулин | Судьи: Кулаков Анисимов |
|        | Голы:    |                                   |         | Судьи: Кулаков Анисимов |
|        | 0 : 1    | Мозякин (Булис,Петров) 27' (бол.) |         | Судьи: Кулаков Анисимов |
|        |          |                                   |         | Судьи: Кулаков Анисимов |
|        |          |                                   |         | Судьи: Кулаков Анисимов |
|        |          |                                   |         | Судьи: Кулаков Анисимов |
| 18 мин | Штраф    | 10 мин                            |         | Судьи: Кулаков Анисимов |
|        |          |                                   |         |                         |
|        | 21       | Броски                            | 39      |                         |

## Турнирная таблица
Западная конференция. По итогам регулярного чемпионата.

## Лидеры по амплуа
Исходя из данных статистики. По итогам турнира

## Итоги
По итогам регулярного чемпионата КХЛ «Северсталь» заняла 5-е место в Западной конференции, впервые пробившись в плей-офф Континентальной хоккейной лиги. В 1/8 финала череповчане потерпели поражение от мытищинского «Атланта» со счётом 2:4.
Несмотря на то, что команда не выполнила задачу на сезон — пройти дальше 1-го раунда плей-офф, выступление клуба было признано удовлетворительным.